# Buch Ester

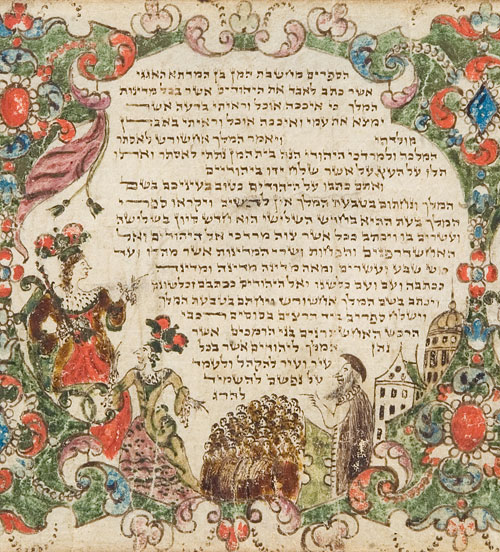
Detail einer illuminierten Esterrolle, aschkenasisch, 18. Jahrhundert (Gross Family Collection, Israel)

Das Buch Ester bzw. Esther, hebräisch מְגִלַּת אֶסְתֵּר məgillat ʾæster, ist ein Buch der Bibel, das von den Gefährdungen, aber auch Möglichkeiten des Lebens in der antiken jüdischen Diaspora erzählt. Der loyale Hofbeamte Mordechai und die schöne und mutige Königin Ester vereiteln den vom Großwesir Haman geplanten Genozid an den Juden im Perserreich. Am Ende der Erzählung sind alle Feinde tot, die Juden sind geachtet und glücklich, viele Proselyten schließen sich ihrer Religion an, und das Purimfest wird als jährliches Freudenfest gefeiert, das an Esters Tat erinnert.
Das Esterbuch ist in drei verschiedenen Fassungen überliefert: einer hebräischen und zwei davon abweichenden griechischen Versionen. Das hebräische Esterbuch ist von hoher literarischer Qualität, aber wenig (und jedenfalls nicht explizit) religiös. Dies haben die griechischen Versionen durch eingefügte Gebete von Ester und Mordechai und weitere Hinweise auf ihre Frömmigkeit korrigiert.
Im jüdischen Kanon gehört das hebräische Esterbuch zum dritten Hauptteil des Tanach, den Ketuvim (Schriften). Es wird als Festrolle (Megilla) beim Purimfest gelesen.
Im christlichen Kanon der Septuaginta wird das griechische Esterbuch zu den Geschichtsbüchern gerechnet. Diese Einordnung übernehmen moderne katholische wie evangelische christliche Bibelübersetzungen mit Ausnahme der Bibel in gerechter Sprache, die dem jüdischen Kanon folgt. Es wird aber ein unterschiedlicher Text geboten. Evangelischen Bibelübersetzungen (Lutherbibel, Zürcher Bibel, Elberfelder Bibel und weitere) liegt der hebräische Text zugrunde, während die römisch-katholische Einheitsübersetzung einen Mischtext bietet: „[Sie] verbindet die Erweiterungen aus der griechischen Fassung mit dem hebräischen Kerntext.“

## Hebräisches Esterbuch

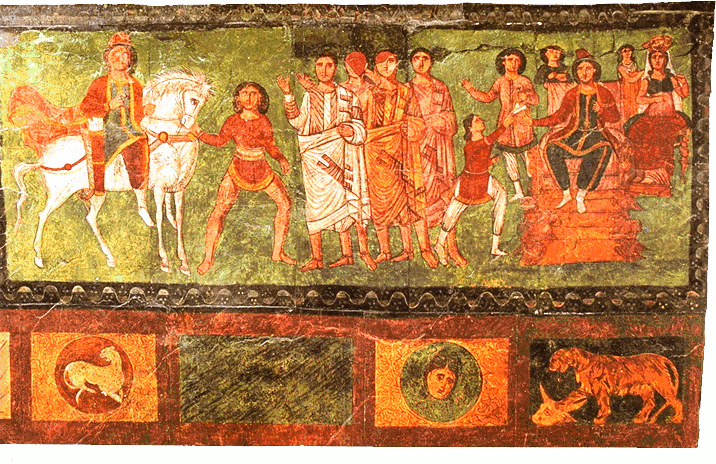
Die erste erhaltene künstlerische Darstellung der Estergeschichte ist ein Fresko der Synagoge von Dura Europos, etwa 245 n. Chr. Rechts thront König Ahasveros, neben ihm Ester als Königin. Links wird Mordechai geehrt, indem er auf dem Pferd des Königs reiten darf, das von Haman geführt wird, vgl.. Mordechai ist als vornehmer Parther gekleidet, Haman dagegen als Römer. (Nationalmuseum Damaskus)

### Inhalt
Das Esterbuch spielt am persischen Hof in Susa und versetzt den Leser in eine märchenhafte Welt luxuriöser Festbankette und höfischer Intrigen. Der König Ahasveros verstößt die Königin Waschti (וַשְׁתִּי), weil sie sich geweigert hat, bei einem Bankett vor den Gästen zu erscheinen. Daraufhin werden Jungfrauen aus dem ganzen Reich an den Königshof gebracht, aus denen der König eine neue Gemahlin auswählen soll. Darunter ist Hadassa, die auch Ester heißt und aus einer jüdischen Familie stammt, was am Hof zunächst nicht bekannt ist. Sie ist nach dem Tod ihrer Eltern bei ihrem Cousin aufgewachsen, dem Hofbeamten Mordechai. Mordechai empfiehlt ihr, über die Herkunft Stillschweigen zu bewahren. Nach einer Vorbereitungszeit von zwölf Monaten, während der Ester von Hegai, dem Eunuch des Königs und Vorsteher des Jungfrauenhauses, protegiert wird, wird Ester vor den König gebracht. Sie entgeht dem Schicksal, nach der ersten Nacht unbeachtet im Harem zu verbleiben, sondern erlangt das Wohlwollen des Königs. Ihre Erhebung zur Königin und die Heirat mit Ahasveros ist eine quasi private Szene, bei der alle höfische Prachtentfaltung fehlt (Est 2,17 ). Erst im Anschluss folgt ein Festbankett.
Mordechai bringt eine Verschwörung gegen den König zur Anzeige. Als Mordechai sich einige Zeit später weigert, den Großwesir Haman durch Proskynese zu ehren, hat das weitreichende Folgen. Motive für sein Handeln werden nicht genannt; der Leser kann aber vermuten: Mordechai handelt so als religiöser Jude; dass die Proskynese nur Gott zusteht, ist ein im Tanach vertrauter Gedanke. Aber der in seiner Ehre gekränkte Haman plant daraufhin die Ermordung aller Juden im Reich; der Tag dafür wird von ihm ausgelost. Es ist der 13. Adar (Ende Februar / Anfang März). Der König, der als Marionette Hamans erscheint, billigt diesen Genozid, und die Eilläufer der persischen Post tragen den Aufruf zum Pogrom in alle Provinzen des Reichs. Während Ahasveros und Haman ihre Tat mit einem Gelage feiern, sind die Einwohner der Residenz Susa entsetzt.
Mordechai tritt als öffentlicher Büßer vor dem Palast auf, ein Verhalten, von dem Ester ihn zuerst abzubringen versucht. Er informiert Ester über das geplante Pogrom und fordert sie auf, sich für ihr Volk einzusetzen. Ihre Intervention beim König ist ein Wagnis, auf das sie sich, gemeinsam mit allen Juden in Susa, durch dreitägiges Fasten vorbereitet. Dann tritt sie allein vor den König. Ahasveros fragt gnädig, was ihr Anliegen sei. Ester lädt den König und Haman zu einem Bankett ein. In seiner Hochstimmung ob dieser Einladung bereitet Haman die Vernichtung Mordechais vor, die seinen Triumph komplettieren soll: Er lässt für ihn einen überdimensionierten Galgen errichten (Est 5,9–14 ). Unterdessen erfährt Ahasveros davon, dass Mordechai die Verschwörung gegen ihn aufgedeckt hat, und ordnet an, dass er dafür besonders geehrt werden soll – womit Haman beauftragt wird, was dessen Erbitterung gegen Mordechai steigert, aber auch schon Hamans Entmachtung einleitet.
Bei dem von ihr ausgerichteten Bankett bittet Ester den König in einer kunstvollen Rede um ihr Leben und das Leben ihres Volkes. Ahasveros greift nur einen Aspekt auf: wer wagt es, seine Gemahlin zu bedrohen? (Est 7,5 ) Ester weist auf Haman als Urheber des geplanten Pogroms. Erregt steht der König von der Tafel auf und geht in den Palastgarten. Haman versucht sich zu retten, indem er Ester um Vergebung bittet (ihre Reaktion wird nicht erzählt). Ahasveros tritt wieder in den Raum und sieht Haman über Esters Polster hingestreckt. Er missversteht diese Annäherung als Vergewaltigungsversuch; damit ist der Untergang Hamans besiegelt. Er wird abgeführt und an dem Galgen gehenkt, den er für Mordechai errichten ließ.
Die Bevölkerung in Susa jubelt Mordechai zu, viele Menschen konvertieren zum Judentum. Ahasveros hebt mit einem neuen Edikt das Pogromedikt auf und gewährt seinen jüdischen Untertanen zwei Privilegien: Versammlungsfreiheit und Verteidigungsfreiheit (Est 8,11 ). Nach dem Grundsatz, Gleiches mit Gleichem zu vergelten, erhalten sie die Erlaubnis, die Angreifer mit Frauen und Kindern zu töten, so wie diese es mit ihnen tun wollten. Erst dadurch ist die Gefahr wirklich überwunden. Vom 13. bis zum 15. Adar töten sie über 75.000 Judenfeinde im gesamten persischen Reich. Der 14. Adar wird zum landesweiten Festtag erklärt, der 15. Adar dagegen zum Festtag in der Stadt Susa.

### Aufbau der Erzählung
Der kunstvolle Aufbau der Erzählung lässt sich auf verschiedene Weise analysieren. So zählt Arndt Meinhold acht Bankettszenen, die sich zu vier Festgelagepaaren gruppieren. Das erste Festgelagepaar dient der Selbstinszenierung des persischen Königs. In dem letzten Festgelagepaar, das damit kontrastiert, feiern die Juden ihre Befreiung und konstituieren sich als Gemeinschaft. Mehrfach wurde ein „Spiegelprinzip“ bzw. eine Umkehrstruktur (reversal structure) im Esterbuch aufgezeigt, die z. B. nach Jon B. Levenson schematisch so dargestellt werden kann:
| Abstieg                                                   |                                                             | Aufstieg |
| A Größe des Ahasveros (1,1–8 )                            | A’ Größe des Ahasveros und des Mordechai (10 )              |          |
| B Zwei persische Bankette (1,1–8 )                        | B’ Zwei jüdische Bankette (9,20–32 )                        |          |
| C Ester verbirgt ihre jüdische Identität (2,10–20 )       | C’ Nichtjuden konvertieren zum Judentum (8,17 )             |          |
| D Erhöhung Hamans (3,1 )                                  | D’ Erhöhung Mordechais (8,15 )                              |          |
| E Judenfeindliches Edikt (3,10–15 )                       | E’ Judenfreundliches Edikt (8,9–14 )                        |          |
| F Gespräch Mordechais mit Ester (4 )                      | F’ Gespräch Esters mit Ahasveros (7,1–6 )                   |          |
| G Erstes Festmahl Esters für Ahasveros und Haman (5,6–8 ) | G’ Zweites Festmahl Esters für Ahasveros und Haman (7,1–6 ) |          |
|                                                           | H Königliche Ehrung Mordechais (6 )                         |          |

### Hauptpersonen
Im Esterbuch treten vier Hauptpersonen auf, literarische Typen, die vor allem durch ihr Handeln gekennzeichnet werden:
- König Ahasveros – persönlich integer, politisch unbekümmert, folgt er spontanen Aufwallungen von Zorn oder Zuneigung.
- Königin Ester – diplomatisch klug, dabei nach anfänglichem Zögern konsequent, findet die Heldin des Buchs stets das Wohlwollen ihrer Umgebung.
- Mordechai – sowohl seinem Gott als auch dem persischen König treu, steht er zu seiner ethnischen und religiösen Herkunft.
- Haman – der intrigante, aber auch eitle und dumme Höfling versucht, die Unerfahrenheit des Königs zum eigenen Vorteil zu nutzen.

### Ort und Zeit der Handlung

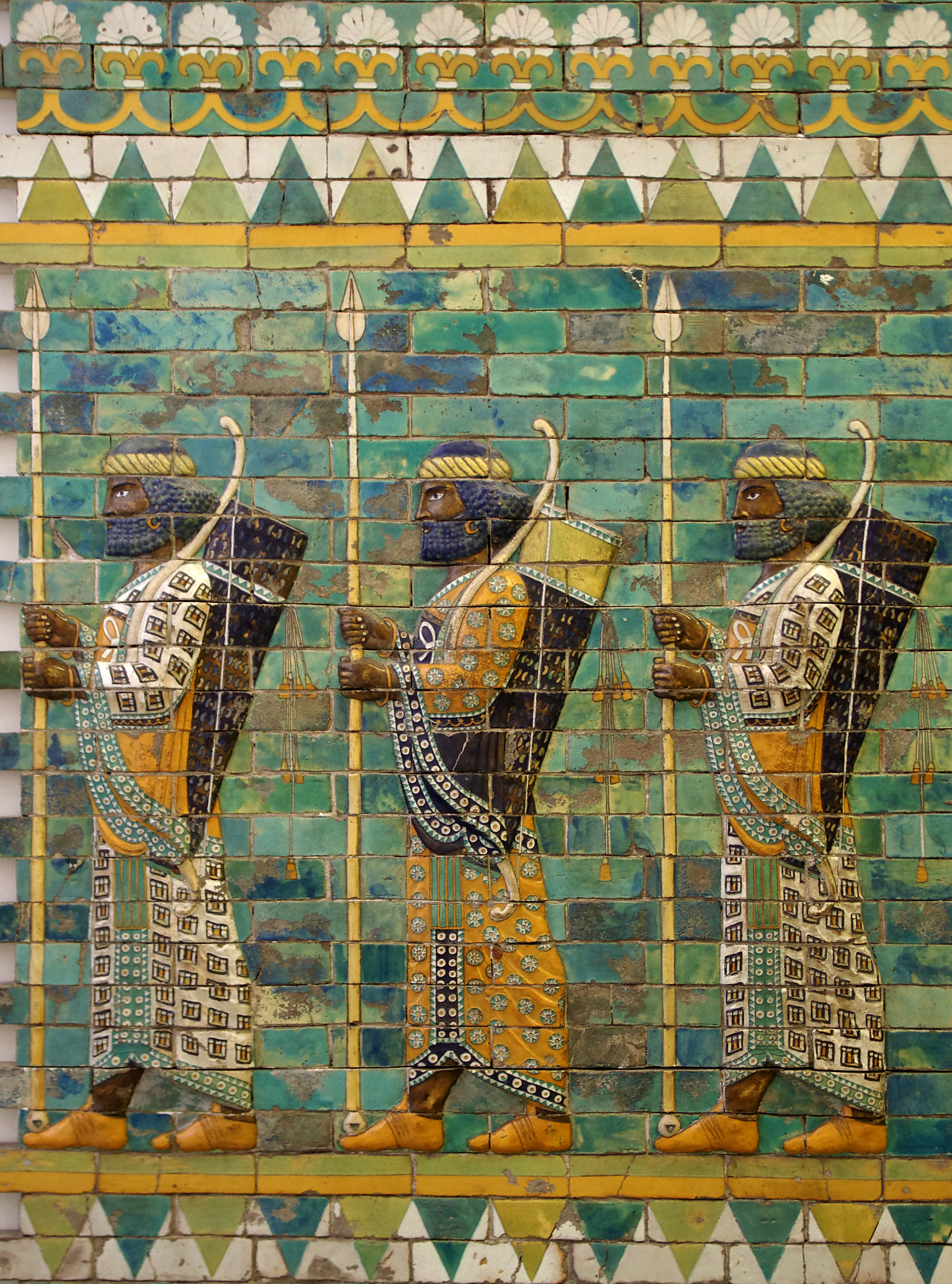
Relief aus dem achämenidischen Palast in Susa (Pergamon-Museum Berlin)

Der Erzähler hat sehr genaue Vorstellungen von der Palastanlage der Perserkönige. In Susa unterscheidet er die Zitadelle von der Stadtsiedlung; innerhalb der Zitadelle befindet sich der eigentliche Palast. Der Zutritt zum Palast erfolgt durch das „Tor des Königs“, wo mehrere Szenen des Esterbuchs lokalisiert sind. Im Palast gibt es den königlichen Wohntrakt und, davon getrennt, das Frauenhaus. Ferner unterscheidet der Erzähler einen allgemein zugänglichen äußeren Palasthof und einen inneren Hof, der nur auf königliche Einladung hin betreten werden darf. Weiterhin gibt es im Palastbereich ein Gebäude für die Bankette des Königs und einen Garten. Möglicherweise kannte der Verfasser den Palast in Susa aus eigener Anschauung; da Susa bei der Eroberung durch Alexander den Großen 330 v. Chr. nicht zerstört wurde, steht eine solche Ortskenntnis nicht notwendig im Widerspruch zu einer späten Abfassung des Buches.
Nachdem Waschti im 3. Regierungsjahr des Ahasveros verstoßen wurde, gelangt Ester in dessen 7. Regierungsjahr an den Hof. Die weiteren Ereignisse spielen in seinem 12. Regierungsjahr. Das Pogromedikt wird im ersten Monat (Nisan) erlassen, das durch Los ermittelte Datum des Pogroms ist aber erst im zwölften Monat (Adar). Es bleibt also fast ein Jahr für Mordechai und Ester, um die tödliche Gefahr von den jüdischen Einwohnern des Perserreichs abzuwenden.

### Persisches Kolorit

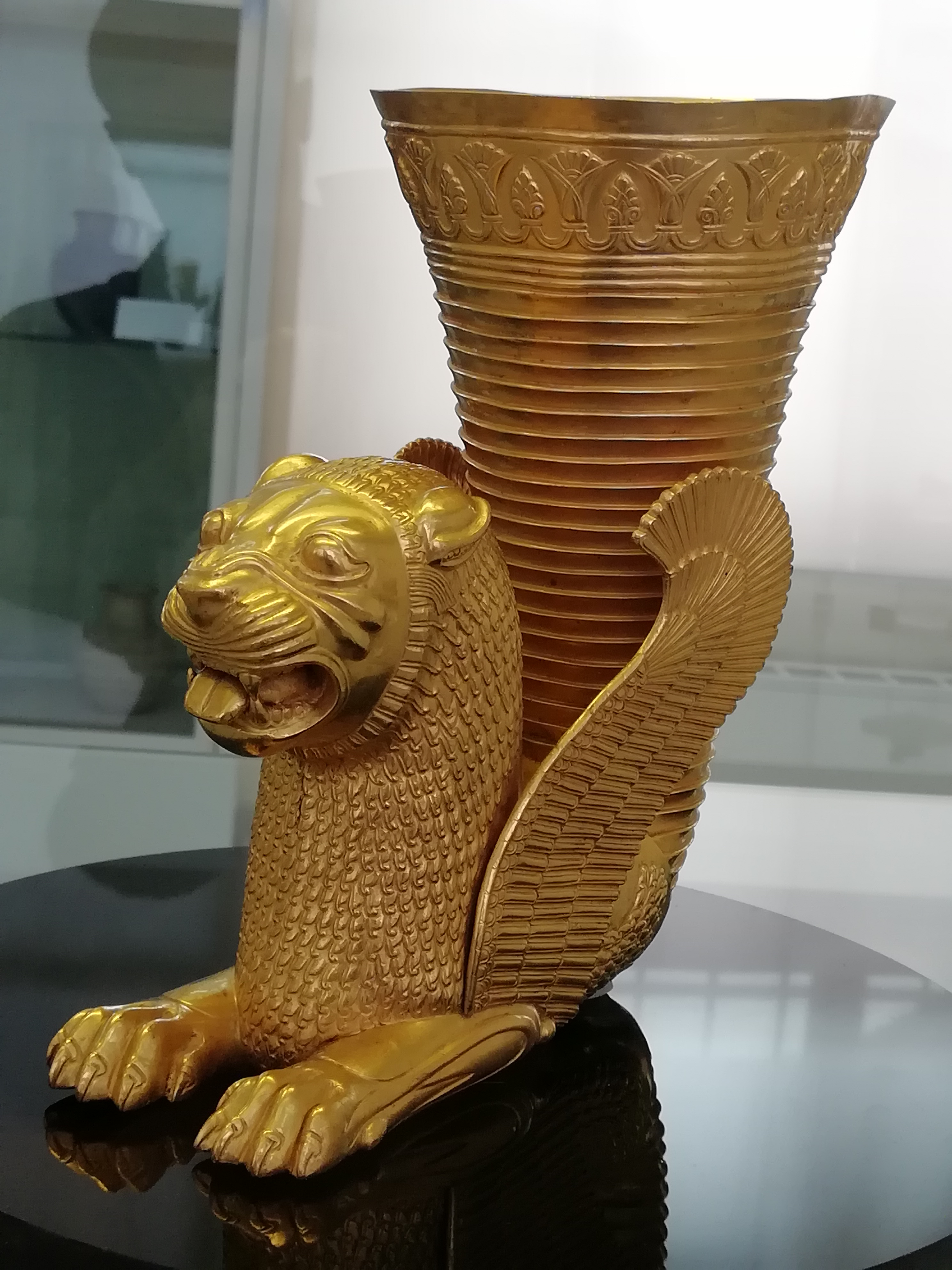
Goldenes Trinkgefäß (Rhyton) aus Persepolis. Vgl. (Iranisches Nationalmuseum Teheran)

Die Erzählung hat ein persisches Gepräge. Zahlreiche Nebenpersonen werden mit ihrem iranischen Namen eingeführt; allerdings sind nur wenige dieser Personennamen im iranischen Onomastikon bezeugt, die meisten sind Kunstnamen.
Im Esterbuch werden Details aus dem Hofprotokoll mit den zugehörigen Höflichkeitsformeln erwähnt, ebenso wie persische Trinksitten, das Postwesen und die königliche Gerichtsbarkeit. Bei Herodot, Xenophon und Diodor liest man Vergleichbares. Die Zahl persischer Lehnwörter ist im Esterbuch höher als in jeder anderen biblischen Schrift. Hinzu kommen exotische Lehnwörter, die quasi die ganze Ausdehnung des persischen Reiches von Äthiopien bis Indien in die Erzählung einbringen. Die Namen von Edelsteinen und Gewebearten tragen zur Atmosphäre von höfischem Luxus bei. Aramäische und aramaisierende Formen sprechen zusammen mit syntaktischen Beobachtungen für ein spätes Stadium des biblischen Hebräisch.
Das durch den Wortschatz und durch eine gewisse Kenntnis des höfischen Lebens und der Administration entstehende „persische Kolorit“ kann allerdings nach Meinung vieler Exegeten nicht für die historische Zuverlässigkeit der erzählten Ereignisse in Anschlag gebracht werden.

### Historizität
Der Name des Königs im Esterbuch, Ahasveros (hebräisch אֲחַשְׁוֵרוֹשׁ ’ǎḥašwerôš), kann plausibel als Transkription des Namens Ḥšayārša (= Xerxes) erklärt werden. Xerxes I. regierte von 486 bis 465/464 v. Chr.; demnach wäre Ester im Jahr 483, oder 482 v. Chr. in das Haus der Jungfrauen aufgenommen worden. Wenn Mordechai selbst zu den 598/597 deportierten Benjaminitern gehört hätte (Est 2,5–6 ), wäre er zu diesem Zeitpunkt hochbetagt gewesen und Ester als dessen Cousine auch viel zu alt, um für den königlichen Harem in Betracht zu kommen.
In seinen Historien beschreibt Herodot die Brautwahl von Dareios I. und begründet sie mit einer Verabredung unter jenen, die mit ihm zusammen eine Palastrevolte durchgeführt hatten. Aus den hierbei gebrauchten Formulierungen wird üblicherweise darauf geschlossen, dass auch für Xerxes I. eine Ehe mit einer Frau, die nicht persischem Adel entstammt, eher unwahrscheinlich ist. Als Gattin von Xerxes wird von Herodot nur Amestris (altgriechisch Ἄμηστρις) bezeugt. Sie ist Tochter von Otanes, der ebenfalls an der Palastrevolte beteiligt war, also von persischem Adel.
Bei unterschiedlicher Abstammung von Ester und Amestris und Gleichsetzung von Ahasveros und Xerxes kann Ester höchstens eine Konkubine des Königs gewesen sein. Herodot gibt eine Begebenheit wieder, bei der Parallelen zur Waschti-Geschichte gesehen werden. Parallelen zur Waschti-Geschichte bestehen allerdings auch in einer gänzlich anderen Begebenheit, in die Sadyattes I. verwickelt gewesen sein soll.
Die im Esterbuch erzählten königlichen Erlasse vereinen mehrere historische Probleme auf sich. Es ist unwahrscheinlich, dass sie nicht in Reichsaramäisch, sondern in allen Sprachen des Reichs ergingen (Est 1,22 ; Est 3,12 ; Est 8,9 ). Ein Erlass des Inhalts, dass alle Männer Herr in ihrem Haus sein sollten (Est 1,22 ), klingt absurd; dass der persische König in seinem Reich einen Bürgerkrieg genehmigt hätte (Est 9,11–12 ), ist nach Erich Zenger „völlig undenkbar“. Die Todesstrafe wegen verweigerter Ehrbezeugung ist dagegen aus dem Perserreich bezeugt; außerdem warf Cicero Mithridates von Pontos vor, er habe an einem einzigen Tag 80.000 bis 150.000 Römer ermorden lassen. „Allerdings ist eine kollektive Vernichtung einer ethnisch-religiösen Gemeinschaft wegen einer unterlassenen Huldigung eines Einzelnen eine dichterische Stilisierung“, so Harald Martin Wahl. Ein Pogrom gegen die jüdischen Untertanen des Perserkönigs ist in außerbiblischen Quellen auch nicht bezeugt.
Historisch-kritische Exegeten kommen aufgrund der genannten Inkongruenzen mehrheitlich zu folgendem Ergebnis: „Das idealisierte Milieu und die märchenhaften Züge sowie die kunstvolle dichterische Komposition zeigen, dass es sich um eine literarische Fiktion handelt. Einzelne Erzählzüge können auf historischen Motiven beruhen […], insgesamt aber überwiegt die Typisierung.“

### Entstehungszeit und -ort
Erich Zenger vertritt eine Datierung des Buches Ester in das 3. Jahrhundert v. Chr. Dafür spreche außerdem, dass das Thema Judenverfolgungen in der Zeit der Diadochenkämpfe nach dem Tod Alexanders des Großen aktuell war. Ähnlich urteilt Markus Witte, der das Buch in die ausgehende Perserzeit oder beginnende hellenistische Zeit datiert. Dass griechische Spracheinflüsse im hebräischen Esterbuch nicht erkennbar sind, weise nicht auf eine frühe Entstehungszeit hin, sondern auf den Entstehungsort, nämlich die östliche jüdische Diaspora bzw. das Kerngebiet des persischen Reichs. Beate Ego sieht die Stadt Susa als Ort einer persisch-griechischen Kultursymbiose und verweist darauf, dass es in hellenistischer Zeit, im politischen Rahmen des Seleukidenreichs, eine Rückbesinnung auf die eigene, achämenidische Kultur gab, eine „Re-Persianisierung“.

### (Un-)Sichtbarkeit jüdischen Glaubens in der Diaspora
Während die späte biblisch-hebräische Prosa reich ist an Träumen, Visionen, liturgischen Texten und privaten Gebeten, fehlt all das im hebräischen Buch Ester. Die beiden Protagonisten Mordechai und Ester sind sehr weitgehend assimiliert. Von einer öffentlich oder auch privat gelebten Religiosität ist bei beiden nicht die Rede. „Anders als in den Büchern Esra, Nehemia und Daniel wird die jüdische Identität nicht in der strikten Beachtung von Reinheitsvorschriften gesichert, sondern im kämpferischen und listigen Einsatz für das Leben des jüdischen Volkes“, so Markus Witte. Das Bußritual Mordechais, mit dem er auf das Pogromedikt reagiert, versteht Harald Martin Wahl als spontane religiöse Handlung. Andere Exegeten sehen den Bußritus eher profan: Mordechai protestiere damit öffentlich gegen Unrecht oder zeige seine Betroffenheit, durch die Provokation Hamans sein Volk in Gefahr gebracht zu haben. Auf der Ebene der Erzählung entsteht ein Kontrast zwischen dem büßenden Mordechai und dem beim König tafelnden Haman.
Der Gottesname JHWH kommt im ganzen Buch nicht vor, auch keine andere Bezeichnung für Gott. Mit diesem „Gottesschweigen“ solle dem Leser aber gerade „urbiblische Gottesgewissheit“ vermittelt werden, vermutet Erich Zenger: Die Leser sollen selbst schlussfolgern, dass die vordergründig durch Ester und Mordechai bewirkte Rettung der Juden auf Gott zurückzuführen sei.

### Intertextuelle Bezüge
Als relativ junge Schrift der Hebräischen Bibel nimmt das Esterbuch Bezug auf andere Texte dieses Kanons. In der Exegese wird das vor allem für folgende Motive diskutiert:
- Josef ist von herausragender Schönheit (Gen 39,6 ZB) und macht Karriere an einem fremden Königshof. Auch die Josefsnovelle bringt Gottes rettendes Handeln nur indirekt zur Sprache.
- Saul, der Sohn des Kisch, aus dem Stamm Benjamin, verspielt sein Königtum, indem er den Amalekiterkönig Agag verschont (1 Sam 15,1–35 ZB). Wenn Mordechai als Nachkomme eines Kisch und Benjaminit eingeführt wird (Est 2,5), Haman dagegen als „Agagiter“ (Est 3,1 ZB), so gleicht Mordechai gewissermaßen das Versagen Sauls aus.
- Schließlich ist Purim ein Fest der Rettung und darin dem Pessachfest vergleichbar. Im Gegensatz zum Auszug aus Ägypten wird Israel aber nicht aus der Fremde, sondern in ihr gerettet.[40]

## Griechische Versionen

### Verhältnis zwischen Masoretischem Text, Septuaginta und Alpha-Text
Überliefert sind zwei griechische Texttypen: die Langfassung der Septuaginta (zehn Kapitel) und der kürzere, von vier Minuskelhandschriften aus dem 10. bis 13. Jahrhundert bezeugte sogenannte Alpha-Text, der nur acht Kapitel hat. Daneben existierte offenbar eine weitere griechische Textversion, die jedoch nur indirekt durch die altlateinische Überlieferung bezeugt ist.
Das Verhältnis zwischen der hebräischen Version (dem sogenannten Masoretischen Text), dem Septuaginta-Text und dem Alpha-Text wird kontrovers diskutiert; die Forschung tendiert aber dahin, den Alpha-Text in der vorliegenden Form als sekundär gegenüber der Septuagintaversion zu sehen. Marie-Theres Wacker schlägt vor, von einem narrative pool auszugehen, d. h. von einem in antiken jüdischen Diasporagemeinden beliebten Stoff, der unterschiedlich erzählt wurde – nicht nur in den Details der Handlung, sondern auch in der Gesamttendenz.
Der Masoretische Text ist die älteste erreichbare Textgestalt. Andererseits setzt die materiale textliche Bezeugung des Septuaginta-Esterbuchs Jahrhunderte früher ein als die des Masoretischen Textes, nämlich mit den großen spätantiken Bibelcodices Alexandrinus, Sinaiticus, Vaticanus, Venetus sowie dem Chester-Beatty-Papyrus 967 aus dem 3. Jahrhundert n. Chr.
Die Septuaginta-Fassung unterscheidet sich vom Masoretischen Text durch zahlreiche kleine Varianten und sechs längere Zusätze, insgesamt 105 zusätzliche Verse. Diese Stücke zum Buch Ester werden in der heutigen Fachliteratur, der Göttinger Septuaginta-Edition folgend, mit den Großbuchstaben A bis F gekennzeichnet. Hier eine Übersicht der Bezeichnungen für diese Texte in verschiedenen Bibelausgaben:
| Göttinger Septuaginta (ed. Hanhart) | Septuaginta (ed. Rahlfs) | Vulgata   | Inhalt                                                             |
| ----------------------------------- | ------------------------ | --------- | ------------------------------------------------------------------ |
| A 1–11                              | 1,1a–l                   | 11,2–12   | Traum Mordechais.                                                  |
| A 12–17                             | 1,1m–r                   | 12,1–6    | Mordechai rettet den König vor einem Komplott.                     |
| B 1–7                               | 3,13a–g                  | 13,1–7    | Edikt des Königs Artaxerxes zur Ausrottung der Juden.              |
| C 1–11                              | 4,17a–i                  | 13,8–18   | Gebet Mordechais.                                                  |
| C 12–30                             | 4,17k–z                  | 14,1–19   | Gebet der Königin Ester.                                           |
| D 1–16                              | 5,1a–f. 5,2a–b           | 15,1/4–19 | Esters Audienz beim König.                                         |
| E 1–24                              | 8,12a–x                  | 16,1–24   | Edikt des Königs Artaxerxes zur rechtlichen Anerkennung der Juden. |
| F 1–6                               | 10,3a–g                  | 10,4–9    | Mordechai deutet seinen Traum.                                     |
| F 7–10                              | 10,3h–k                  | 10,10–13  | Midrasch zum Purimfest.                                            |
| F 11                                | 10,3l                    | 11,1      | Kolophon zur griechischen Übersetzung des Esterbuches.             |

Diese Zusätze scheinen eine unterschiedliche Vorgeschichte zu haben. Das nur in der Septuaginta-Version vorhandene Kolophon (F 11) datiert die griechische Übersetzung ins Jahr 78/77 v. Chr., das 4. Regierungsjahr Ptolemaios’ XII. Wegen ihrer Nähe zum hellenistischen Briefstil gelten auch die beiden Edikte B 1–7 und E 1–24 als „genuin griechische Produkte“, die erzähltechnisch die Figur des Artaxerxes aufwerten. Für die übrigen Zusätze kann vermutet werden, dass sie aus dem Aramäischen oder Hebräischen ins Griechische übersetzt wurden. Da der Septuaginta-Übersetzer jedenfalls Hebräisch passiv und Griechisch aktiv beherrschte, kann er durchaus in einem einzigen Arbeitsprozess diese unterschiedlichen Texte in sein Werk integriert bzw. für seine griechische Erzählung neu geschaffen haben.

### Inhalt

#### Septuaginta-Version
Auch das Esterbuch der Septuaginta (LXX) spielt am persischen Hof in Susa, allerdings zur Zeit des Königs „Artaxerxes des Großen“. Der jüdische Höfling Mordechai hat einen Traum, der eine große Gefahr für das „Volk der Gerechten“ ankündigt. Damit ist das, was im hebräischen Esterbuch als heitere Hoferzählung begann, von Anfang an eine bedrohliche, düstere Geschichte, in deren Mittelpunkt Mordechai steht. Er deckt eine erste Verschwörung gegen den Perserkönig auf, und schon damit macht er sich Haman zum Feind, der für die hingerichteten Verschwörer Rache nehmen will. Haman wird als Makedonier bezeichnet (Est E10LXX; Est 9,24LXX), was ihn zum politischen Gegner des Perserkönigs macht. Es folgt das königliche Festbankett, und der König gibt seinen Eunuchen den Auftrag, sie sollten Waschti „zu ihm hineinführen, um sie zur Königin zu machen und ihr das Diadem aufzusetzen und sie den Obersten zu zeigen und den Völkern ihre Schönheit, denn sie war schön.“ (Est 1,11LXX) Waschti weigert sich jedoch, sich krönen zu lassen, und wird daraufhin vom König nicht mehr beachtet.
Die folgende Brautschau bringt Ester an den Hof. Sie ist nicht nur Mordechais Pflegekind: „[B]eim Tod ihrer Eltern […] hatte er sie für sich zur Frau erzogen.“ (Est 2,7bLXX) Artaxerxes verliebt sich in Ester, erhebt sie zur Königin und veranstaltet ein Hochzeitsbankett. Ester behält als Königin ihre jüdische Lebensweise bei. Später erfährt der Leser, dass Ester sich in einer Zwangslage befindet: Sie hasst das Hofleben und verabscheut „das Bett eines Unbeschnittenen und gänzlich Andersartigen“ (Est C26fLXX).
Mordechais Karriere am Hof erregt den Neid zweier Eunuchen, die deshalb einen Anschlag auf den König planen. Mordechai deckt diese zweite Verschwörung gegen den König auf. Aber nicht er, sondern Haman wird vom König „an die Spitze aller seiner Freunde“ gestellt (Est 3,1LXX). Mordechai verweigert ihm die Ehrung durch Proskynese. Auch das wird nachträglich erläutert: Mordechai wollte nicht einen Menschen höher ehren als Gott; aber er hätte dem Haman gern sogar die Fußsohlen geküsst, „wenn es nur der Rettung Israels gedient hätte“ (Est C6LXX). Haman beginnt nun seine Vorbereitungen für das Pogrom, dem Mordechai und sein ganzes Volk zum Opfer fallen soll. Der König stimmt zu. Das in der Septuaginta im Wortlaut enthaltene Pogromedikt zeigt, dass Artaxerxes sich als milder Herrscher versteht, der das Wohl seiner Untertanen will und von der Integrität des Haman überzeugt ist (der Leser weiß freilich, dass Haman auf Seiten der Verschwörer gegen Artaxerxes steht). Haman habe ihn darauf hingewiesen, „dass sich ein bestimmtes übel gesinntes Volk unter alle Stämme der Welt gemischt habe“ (Est B4LXX), das durch Befolgung seiner eigenen Gesetze die gute Verwaltung des Reichs unterlaufe. Es müsse ausgerottet werden, damit Artaxerxes’ Regierungsmaßnahmen in Zukunft ihre wohltätige Wirkung entfalten könnten. Hier sind antijüdische Stereotypen der hellenistischen Zeit aufgenommen.
Sowie Mordechai vom Pogromedikt erfährt, läuft er in Sack und Asche durch die Hauptstraße von Susa und erhebt ein Geschrei: „Beseitigt wird ein Volk, das keinerlei Unrecht begangen hat!“ (Est 4,1LXX). Nachdem Mordechai die Königin von der Gefahr in Kenntnis gesetzt hat und sie von der Notwendigkeit, selbst aktiv zu werden, überzeugt hat, beten beide und suchen so explizit die Hilfe Gottes. Der Höhe- und Wendepunkt der Septuagintaversion ist der Auftritt der Königin vor Artaxerxes: Dieser sitzt auf seinem Thron, überaus furchterregend und mit feuerrot grimmigem Gesicht, so dass Ester einen Schwächeanfall erleidet. „Da veränderte Gott den Geist des Königs, sodass er sanft gestimmt wurde.“ (Est D8LXX) Er springt vom Thron auf, nimmt die Königin in die Arme und redet ihr zu: „Was ist, Esther? Ich (bin) dein Bruder. Sei getrost!“ (Est D9LXX)
Noch einmal greift Gott direkt ein, indem er „dem König den Schlaf raubt, ihn auf die Wohltaten Mordechais stößt und somit die Wende in der Erzählung vorbereitet“. Ester richtet ihr Festmahl aus, zu dem sie den König und Haman eingeladen hat. Sie überführt Haman, und der König veröffentlicht ein (wieder im Wortlaut mitgeteiltes) Gegenedikt. Dieses Edikt mindert bereits als solches das Ausmaß der Judenfeindschaft, so dass der Umfang der Kämpfe und die Zahl der getöteten Angreifer erheblich geringer ist als in der hebräischen Version.

#### Alpha-Text
Diese Version der Geschichte stellt Mordechai als (einzige) Hauptperson dar. Nachdem der „Großkönig Assveros“ die Königin Waschti verstoßen hat, wird für ihn nicht eine neue Frau gesucht, sondern ein „kleines Mädchen“ (Est 2,4A-Text). Dementsprechend ist Ester in dieser Version ein Kind. Die vom Masoretischen Text und der Septuaginta ausgemalte Schönheitspflege lässt der Alpha-Text aus, betont dafür aber, dass die Eheschließung öffentlich stattfindet (Est 2,18A-Text). Im weiteren Verlauf steht der Konflikt zwischen dem Makedonier Haman (Est A17A-Text) und Mordechai im Mittelpunkt; die Ehrung Mordechais durch Haman (Kapitel 6) ist ausführlich beschrieben. Die kindliche Ester bringt erst beim dritten Bankett, zu dem sie einlädt, ihr Anliegen beim König vor, und auch das nur mit besonderer göttlicher Hilfe (Est 7,2A-Text). Andererseits ist es ihr ausdrücklicher Wunsch, dass ihre Feinde getötet werden, vor allem die zehn Söhne Hamans (Est 7,18f.A-Text). Mordechai erscheint am Ende der Geschichte als Stifter des Purimfestes. Die Szene, in der er die Deutung seines Traums vorträgt, ist wie ein Gottesdienst gestaltet. Die Gemeinde antwortet auf Mordechais Rede mit einem liturgischen Ruf: „Gepriesen bist du, Herr, der seiner Bundesschlüsse mit unseren Vätern gedacht hat. Amen!“ (Est 7,58A-Text).

## Stellung im Kanon

### Hebräische Bibel
| Ketuvim (Schriften) des Tanach                                                                      |
| --------------------------------------------------------------------------------------------------- |
| Sifrei Emet (poetische Bücher)                                                                      |
| - סֵפֶר תְּהִלִּים – Buch der Psalmen - אִיּוֹב – Ijob - מִשְלֵי שְׁלֹמֹה – Sprüche Salomos                          |
| חמש מגילות – Megillot (Festrollen)                                                                  |
| - רוּת – Buch Rut - שִׁיר הַשִּׁירִים – Hoheslied - קֹהֶלֶת – Kohelet - אֵיכָה – Klagelieder - אֶסְתֵּר – Buch Ester |
| Übrige                                                                                              |
| - דָּנִיּאֵל – Daniel - עֶזְרָא – Esra (einschließlich Nehemia) - דִּבְרֵי הַיָּמִים – Chronik (1–2 Chr)            |

Im Kanon des Tanach gehört das Buch Ester zum dritten Kanonteil, den Ketuvim. Die Reihenfolge der Bücher war in der Zeit der handschriftlichen Vervielfältigung sehr variabel. Die älteste jüdische Kanonliste ist eine Baraita, die sich im Talmud-Traktat Bava Batra findet:

„Die Reihenfolge der Hagiographen [= Ketuvim] ist wie folgt: Ruth, Psalmen, Ijob, Sprüche, Qoheleth, Lied der Lieder [= Hoheslied], Klagelieder, Daniél, die Esterrolle, Ezra [= Esra und Nehemia] und die Chronik [= 1. und 2. Buch der Chronik].“

An dieser Stelle des Talmud werden auch einige Angaben zu Verfassern biblischer Bücher gemacht. Die „Männer der großen Synagoge“ schrieben demnach das Buch Ester. Bemerkenswert an dieser Baraita ist, dass die fünf Megillot noch nicht zu einer Untergruppe der Ketuvim zusammengefasst sind. Die hier gebotene Reihenfolge ist vorbildhaft für alle jüdischen Bibelhandschriften, die die Gruppe der Megillot noch nicht kennen, teilweise auch für spätere Bibelhandschriften, die zwar die Megillot zusammenstellen, im Übrigen aber der Reihenfolge von Bava Batra 14b folgen. Julius Steinberg schlägt für diese Liste folgende Erklärung vor:
- Das an den Anfang gestellte Buch Rut dient als Einführung in die Ketuvim und entfaltet das Thema Exil und Heimkehr.
- Die umfangreichen Bücher Psalmen und Chronik haben den Charakter von Kompendien und rahmen die übrigen Ketuvim.
- Eine Untergruppe umfasst die weisheitlichen Bücher Ijob, Sprüche, Kohelet und Hoheslied. Sie behandeln den Lebensweg des einzelnen Menschen zwischen den Polen Trauer und Freude.
- Die zweite Untergruppe umfasst die historischen Bücher Klagelieder, Daniel, Ester, Esra/Nehemia. Sie behandeln den Weg des Volkes Israel vom Exil zur Rückkehr ins Land, also ebenfalls von der Trauer zur Freude.

Eine zweite frühe Anordnung der Ketuvim findet sich im Codex Leningradensis: Chronik, Psalmen, Ijob, Sprüche, Rut, Hoheslied, Kohelet, Klagelieder, Ester, Daniel, Esra/Nehemia. Man nimmt an, dass diese Anordnung auch im Codex von Aleppo und im Codex Cairensis schon befolgt wurde und mithin bis ins 9. Jahrhundert zurückreicht. Unter 114 mittelalterlichen hebräischen Manuskripten findet sich 42-mal die obige Reihenfolge Rut, Hoheslied, Kohelet, Klagelieder, Ester und 37-mal die liturgische Reihenfolge Hoheslied, Rut, Klagelieder, Kohelet, Ester. Mitgerechnet sind in der letzteren Gruppe neun Manuskripte, die die gleiche Reihenfolge der Festrollen aufweisen, aber mit Ester beginnen, was wohl auf Einfluss des christlichen Kalenders zurückzuführen ist.
Die „rabbinische“ Anordnung der Ketuvim kam im 12./13. Jahrhundert auf; sie verbindet orientalische und westliche Traditionen. Innerhalb der Megillot gilt die liturgische Reihenfolge Hoheslied, Rut, Klagelieder, Kohelet, Ester. Der frühe hebräische Bibeldruck (Soncino 1488, Neapel 1491, Brescia 1494) führte als Neuerung ein, die Megillot direkt hinter die fünf Bücher der in einem einjährigen Zyklus gelesenen Tora zu platzieren; ihre Zuordnung zu einem Fest steht hierbei im Vordergrund. Darauf aufbauend, ordnete die Rabbinerbibel Warschau 1885 jedem Buch der Tora als Anhang die Megilla zu, die in zeitlicher Nähe als Festlesung verwendet wird; das Buch Ester wird auf diese Weise zum Anhang von Exodus.

### Griechische, lateinische und syrische Bibel
In den spätantiken Codices Alexandrinus (griechisch, 5. Jahrhundert) und Amiatinus (lateinisch, um 700) wurde das Buch Ester mit Tobit und Judit zu einer kleinen Gruppe verbunden, wobei Ester im Codex Alexandrinus an erster, im Codex Amiatinus an zweiter Stelle steht. Vor dieser Dreiergruppe stehen im Codex Alexandrinus die Danielschriften (Daniel, Susanna im Bade, Bel und der Drache), es folgen die Esdrasschriften (1. und 2. Buch Esdras). Im lateinischen Codex Amiatinus schieben sich das Zwölfprophetenbuch und das Buch Ijob zwischen die Danielschriften und die Dreiergruppe Tobit–Ester–Judit; auch hier folgen der Dreiergruppe die Esdrasschriften. Der zur syrischen Tradition gehörige Codex Ambrosianus (6./7. Jahrhundert) kennt eine Vierergruppe biblischer Schriften, Rut–Susanna–Ester–Judit, die als „Buch der Frauen“ bezeichnet wird. Sie findet sich nach Daniel und vor Jesus Sirach.

## Rezeptionsgeschichte

### Jüdische Leser

#### Qumran
Das Buch Ester ist das einzige Buch der Hebräischen Bibel, von dem keine Fragmente unter den Schriftrollen vom Toten Meer gefunden wurden. Dabei könnte es sich aber auch um einen Zufall der Überlieferungsgeschichte handeln; Emmanuel Tov verweist darauf, dass von dem umfangreichen Buch der Chronik nur ein einziges Textfragment (4QChr) erhalten blieb. Der Ester-Stoff scheint in Qumran durchaus bekannt gewesen zu sein. Michael G. Wechsler erwägt, dass es sich bei 4Q550a-c um das Fragment einer Vorgeschichte (Prequel) zum biblischen Esterbuch handelt, also um parabiblische Literatur.

#### Flavius Josephus
Der jüdisch-hellenistische Historiker Flavius Josephus erzählte das Esterbuch im Rahmen seines 93/94 n. Chr. fertiggestellten Geschichtswerks Jüdische Altertümer nach (Buch 11, 184–296). Er legte die Septuaginta-Version zugrunde (mit den Zusätzen B bis E, also ohne den Traum Mordechais und seine Deutung). Er kannte anscheinend eine dem Alpha-Text ähnliche Version der Geschichte, die er gelegentlich gegenüber der Septuaginta bevorzugte. Die Bearbeitung des Josephus diente dem Zweck, den Stoff für die römische Leserschaft attraktiver zu machen, indem er die Ester-Geschichte einem hellenistischen Roman annäherte: mehr Erotik, mehr Spannung (Esters Petition beim König) und mehr Ironie (Hamans Entlarvung und Sturz). Außerdem war Josephus bestrebt, Einzelzüge auszulassen, die ein nichtjüdisches Publikum missbilligen könnte. Artaxerxes wirkt bei Josephus recht sympathisch und wird auch als Herrscher aufgewertet.

#### Rabbinische Literatur
Seit wann das Esterbuch im antiken Judentum als Heilige Schrift betrachtet wurde, ist in der Forschung umstritten. Die Feier des karnevalartigen Purimfestes war wohl schon in der Zeit des Zweiten Tempels vor 70 n. Chr. in jüdischen Gemeinden weit verbreitet. Die Gelehrten der Mischna betrachteten Purim als Selbstverständlichkeit, ihr Anliegen war, die Verlesung der Esterrolle zum zentralen Festinhalt zu machen. Damit befasst sich der Mischna-Traktat Megilla. Erst im Babylonischen Talmud wird eine Diskussion über den kanonischen Status von Ester überliefert, wo dem negativen Votum eines Rabbi Samuel zahlreiche positive Stimmen gegenübergestellt werden (bMeg 7a). Für die späteren Rabbinen war Ester nicht nur inspiriert; Ester war neben der Tora der einzige heilige Text, dessen liturgische Verlesung ein verpflichtendes Gebot darstellte. Damit hängt vermutlich zusammen, dass für das Esterbuch, nächst der Tora, besonders viele Midraschim erstellt wurden. Da das hebräische Esterbuch dem Literalsinn nach nicht sehr religiös ist, war dabei eine erhebliche Neuinterpretation notwendig. Ein Problem war, dass Ester einen Nichtjuden geheiratet hatte und am Hof sicherlich weder den Sabbat noch die Speisegebote beachten konnte. Dem Midrasch zufolge fand Ester Mittel und Wege, um das jüdische Religionsgesetz doch zu befolgen. Blieb das Problem des sexuellen Kontakts zwischen dem Perser Ahasveros und der Jüdin Ester; hier wurde Ester dadurch entlastet, dass die Rabbinen ihr Eheleben einer Vergewaltigung gleichstellten.

#### Mittelalterliche und neuzeitliche Kommentatoren
Jüdische Gemeinden befanden sich im christlichen Europa während des Mittelalters meist in einer prekären Situation, in der das Esterbuch Stoff zur Identifikation bot und als Rettungsgeschichte Mut machte. Die Kommentatoren konnten auch Themen der Diasporaexistenz anhand des Esterbuchs abhandeln, wie die Beziehung zu nichtjüdischen Herrschern, die Situation von Hofjuden oder allgemein die Beziehung zur christlichen Mehrheitsgesellschaft. Rabbi Judah Löw von Prag entwickelte anhand des Esterbuchs eine politische Theorie der Habsburgermonarchie als Staatsform, die ethnische und religiöse Toleranz gewährleistete und damit der jüdischen Gemeinde ein sicheres Umfeld bot.
Das „Gottesschweigen“ des Esterbuchs wurde verschieden erklärt. Eine kabbalistisch inspirierte Deutung besagte, dass die Ester-Geschichte in einer Zeit spielte, in der sich Gott verbarg (hester panim); eine mehr messianische, esoterische Auslegung sah in Esters und Mordechais Handeln ein Paradigma für die künftige Erlösung.
Die Rolle Esters als Gemahlin des Perserkönigs wurde auch von mittelalterlichen Kommentatoren als problematisch empfunden. Hätte Mordechai sie nicht schützen können, und hätte Ester nicht besser Selbstmord verüben sollen, als sich in den Harem aufnehmen zu lassen? Eine Lösung bot die Kabbala: Abraham Saba (15./16. Jahrhundert) identifizierte Ester mit der Schechina. Dass Mordechai Ester bei sich aufzieht, ist demnach ein theurgischer Akt, der in der göttlichen Sphäre positive Veränderungen auslöst. Den Rabbinen war auch die Tradition bekannt, wonach Ester und Mordechai ein Paar waren (ähnlich der antiken Septuaginta-Version, wonach Mordechai seine Cousine heiraten wollte), was weitere Probleme aufwarf. Auch hier bot die Kabbala die Möglichkeit, diese Konstellation esoterisch zu deuten.
Esters Ehe mit Ahasveros wurde zwar als schwere Schuld klassifiziert (nämlich als sexuelles Vergehen, neben Götzendienst und Mord eines von drei Verboten, bei denen man in einer Zwangslage (Pikuach Nefesch) eher sterben soll als diese Tat zu begehen); die Rabbiner differenzierten aber zwischen einer aktiven und einer passiven Übertretung dieser drei Verbote, und Esters Rolle ist rein passiv. Mit ihrer Petition beim König, die in der Auslegung auch sexuell konnotiert ist, tritt Ester allerdings aus dieser Passivität heraus. Der 1793 verstorbene Rabbiner Jecheskel Landau erklärte, dass Esters Aktion eine Ausnahme von dem genannten strikten Verbot darstelle, da sie damit das gesamte jüdische Volk rette. Trotzdem erscheint Ester hier als tragische Gestalt: sie opfert sich für Israels Rettung.
Dass Ester ihre jüdische Identität am Hof zunächst verbirgt und den jüdischen Glauben im Verborgenen praktiziert, machte sie zur Identifikationsfigur für Conversos in Spanien. Diese begingen ein dreitägiges Ester-Fasten, das im rabbinischen Judentum unbekannt war.

#### Modernes Judentum

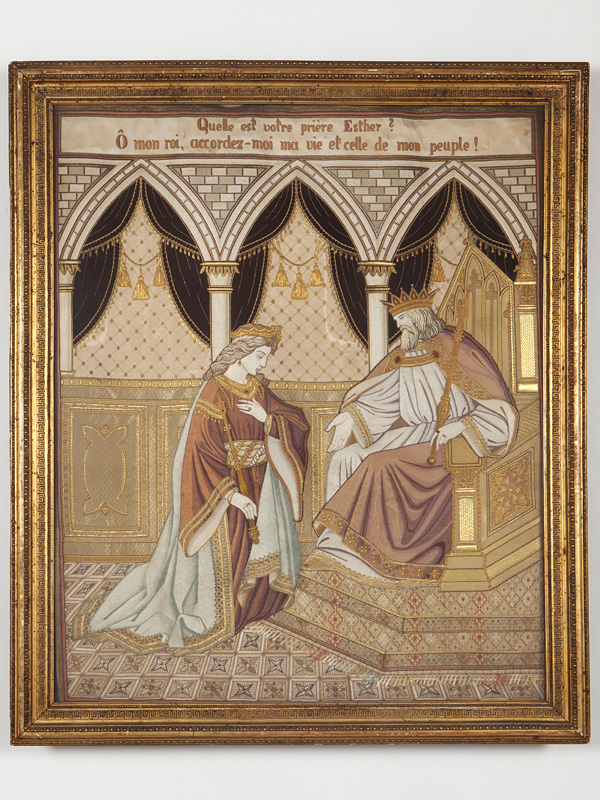
Stickerei von Esther vor Ahasveros, 1840, Paris, in der Sammlung des Jüdischen Museums der Schweiz.

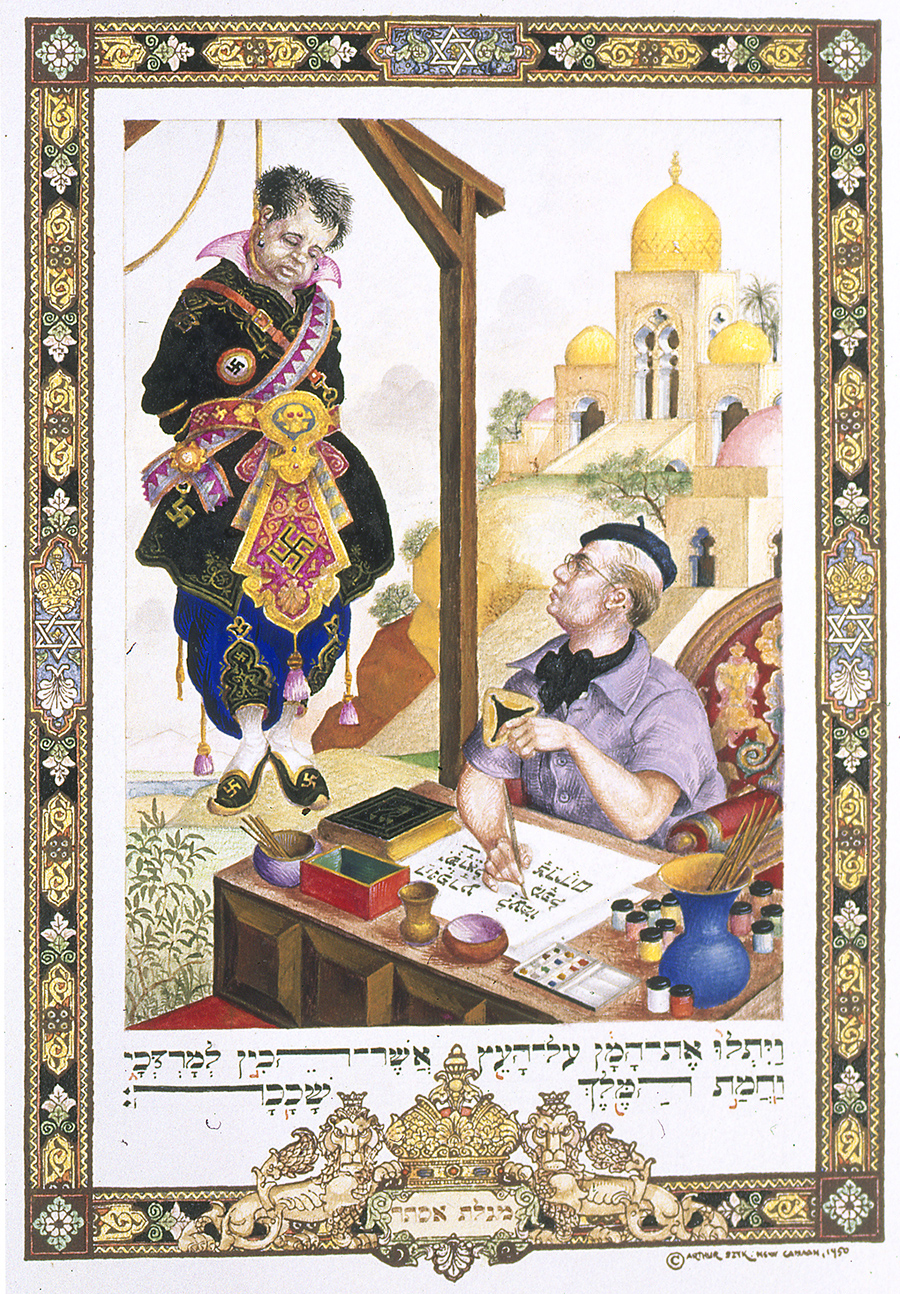
Das Buch Ester, Szyk und Haman (Arthur Szyk, 1950)

„Da ist ein anderes Büchlein: Esther; es ist geschmack- und gesinnungslos, es erzählt uns sicher einen Roman, von dem wir nicht mehr wissen können, wie viel Wahres daran ist.“

Einige Autoren des Reformjudentums äußerten sich kritisch über das Buch Ester. Ähnlich wie der 1874 verstorbene Abraham Geiger bezweifelte auch Claude Montefiore Ende des 19. Jahrhunderts den historischen und moralischen Wert des Esterbuchs. Der Religionsphilosoph Schalom Ben-Chorin veröffentlichte 1938 in Jerusalem als erste Schrift nach seiner Alija eine „Kritik des Estherbuches“, in der er vorschlug, das Purimfest aus dem jüdischen Kalender zu streichen „und das Buch Esther aus dem Kanon der heiligen Schriften auszuschließen, […] stellen sie [Esterbuch und Purimfest] doch eine Verherrlichung der Assimilation, des Muckertums, der hemmungslosen Erfolgsanbeterei dar“. Die Reaktionen auf diese Streitschrift waren kontrovers; Zustimmung erhielt der Autor von Samuel Hugo Bergmann.
Indes gelangte der Ester-Stoff auch in liberalen jüdischen Gemeinden durch die NS-Diktatur zu neuer Aktualität. „Öffentliche […] Purim-Feiern gewannen eine ungeahnte Bedeutung und lockten mehr Juden an, als Sitzplätze finden konnten. Wenn der Kantor den Namen Haman aus der Schriftrolle Esther vortrug, hörte jeder ‚Hitler‘, und der Lärm war ohrenbetäubend.“
In amerikanischen jüdischen Gemeinden gehörten Ester-Schönheitswettbewerbe zu den häufigen Purim-Festivitäten. Vor diesem Hintergrund forderte Mary Gendler 1973 die „Rehabilitierung Waschtis“. Die Dichterin Alicia Ostriker schrieb 1996 rückblickend, dass die Gestalt der Ester, „diese verzogene Schönheitskönigin“, sie als Brandeis-Studentin in den 1950er Jahren nicht angesprochen hätte: „Die stolze Waschti war mir lieber.“ In einigen liberalen jüdischen Gemeinden finden anstelle der traditionellen Purimfeier Studientage statt, bei denen Themen wie Sexismus und Antisemitismus anhand des Esterbuchs besprochen werden.

### Christliche Leser

#### Neues Testament und Alte Kirche
Im Neuen Testament wird das Esterbuch nicht zitiert, und seine Hauptpersonen werden nicht erwähnt. Ein frühes Beispiel für christliche Rezeption des Buchs ist Clemens von Alexandria (um 200 n. Chr.):

„Wiederum errettete die im Glauben vollkommene Esther Israel aus der Gewalt des Tyrannen und der Grausamkeit seines Statthalters; ganz allein, eine durch Fasten geschwächte Frau, wagte sie den Kampf gegen viele Tausende von bewaffneten Männern und machte durch ihren Glauben den Erlaß des Tyrannen rückgängig. Und den einen (den König) besänftigte sie, und den Plan des Haman vereitelte sie und erhielt durch ihr vollkommenes Gebet zu Gott Israel unversehrt.“

Athanasius lobte Ester (wohlgemerkt: die Ester der Septuagintaversion) zwar im 4. Osterfestbrief als fromme Asketin und empfahl sie den Christen als Vorbild für die Fastendisziplin in der Passionszeit. Im 39. Osterfestbrief zählte er aber das Esterbuch zu den Schriften, die man lesen sollte, die aber nicht zum Kanon des Alten Testaments gehörten.
Hieronymus übersetzte das hebräische Esterbuch und fügte die Zusätze der Septuagintaversion als Kapitel 11 bis 16 am Ende an: eine Zweiteilung, die dann in der Reformationszeit aufgegriffen wurde. Im Vorwort zu seiner Übersetzung erläuterte er, er habe das Esterbuch „aus den Archiven der Hebräer hervorgeholt“, nachdem der Text von den griechischen Übersetzern zerdehnt und verdorben worden sei. Die Septuaginta (und ihr folgend die Vetus Latina) habe nämlich, dem Zeitgeschmack folgend, an vielen Stellen hinzuerfunden, „was nach Art der Umstände noch hätte gesagt und gehört werden können.“ In diesen Vorbehalten wird Hieronymus’ Verständnis der Hebraica Veritas deutlich.

#### Mittelalter und Reformationszeit

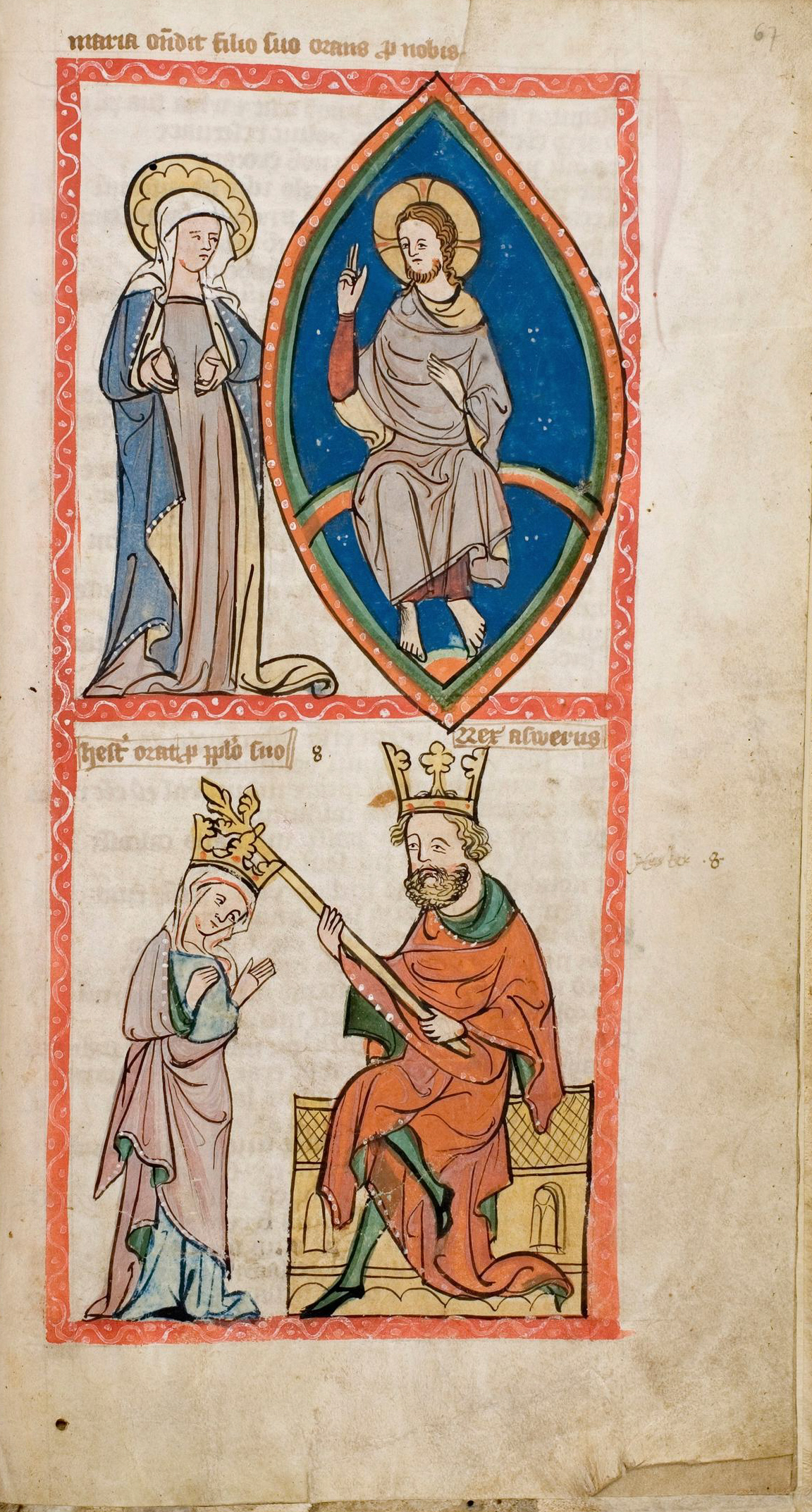
Ester (unten) als Präfiguration Mariens (oben), Speculum Humanae Salvationis, um 1360. (ULB Darmstadt, Hs 2505, fol. 67r)

Eine marianische Interpretation Esters ist bereits im ersten christlichen Kommentar zum Esterbuch, durch Hrabanus Maurus, angelegt, und begründet dann auch die Darstellung Esters in Kirchen, etwa als Skulptur in der Kathedrale von Chartres oder auf einem Glasfenster der Sainte-Chapelle. Esters Fürbitte vor König Ahasveros zugunsten Israels wird als Präfiguration der Fürbitte Mariens vor Gott zugunsten der Menschheit gedeutet, so etwa bei Antonius von Padua und in Gabriel Biels Erklärung des Messkanons, den auch Martin Luther in seiner Klosterzeit studierte.
Ester als königliche Asketin war ein Rollenmodell, das von mittelalterlichen Theologen mehrfach zeitgenössischen Herrscherinnen empfohlen wurde. Den Anfang machte Hrabanus Maurus, der sich im 9. Jahrhundert in diesem Sinn an Kaiserin Judith, die zweite Ehefrau Ludwigs des Frommen, wandte. Papst Johannes VIII. bat Richildis, die Gemahlin Karls II., sich für die Kirche so einzusetzen wie Ester für das jüdische Volk. Bischof Hinkmar von Reims verfasste die Liturgie für die Trauung von Karls II. Tochter Judith mit Æthelwulf von Wessex (856), worin auch auf Ester als königliche Fürbitterin Bezug genommen wurde. Das Krönungsritual der Königinnen von Frankreich betonte das Vorbild der biblischen Ester, erstmals, wenn die Braut die Kirche betrat, und dann nochmals im Moment der Krönung. Christine de Pizan beschrieb in Le Livre de la Cité des Dames (vor 1404) gleichfalls Ester als Inbegriff einer Königin, die ihr Volk rettete.
Nach Isaac Kalimi lassen sich bei Martin Luther positive Bezugnahmen auf die biblischen Gestalten Ester und Mordechai von negativen Urteilen über das Esterbuch unterscheiden. Das entspreche seinem selektiven, christlich-theologischen Umgang mit der Hebräischen Bibel insgesamt. Bekannt ist Luthers Votum aus den Tischreden, er sei dem 2. Buch der Makkabäer und dem Esterbuch „so feind, daß ich wollte sie wären gar nicht vorhanden, denn sie judenzen zu sehr und haben viel heidnische Unart.“ Gewichtiger ist aber, dass er sich in einer seiner Hauptschriften, nämlich De servo arbitrio (1525), ähnlich äußerte. Luther missfiel, wie aus der oben zitierten Tischrede hervorgeht, dass seine jüdischen Zeitgenossen die Bücher Jesaja und Daniel aus seiner Sicht nicht richtig (d. h. nicht christlich) verstanden und das Esterbuch überaus schätzten.

#### Modernes Christentum
Besonders im Protestantismus überwiegen im 19. und 20. Jahrhundert negative Urteile zum Buch Ester. Heinrich Ewald verglich das Esterbuch zu dessen Nachteil mit älteren Schriften der Hebräischen Bibel: 

„Wir fallen hier wie aus einem Himmel auf die Erde, wir blicken uns um unter den Gestalten der neuen Umgebung, und siehe da es sind die Juden oder vielmehr alle die kleinen Menschen der Gegenwart wie sie noch heute sich herumtreiben.“

Ähnlich äußerten sich beispielsweise Wilhelm Martin Leberecht de Wette, Friedrich Bleek, Otto Eißfeldt, H. Wheeler Robinson und Paul Heinisch. In neuerer Zeit sind stark abwertende Urteile über das Esterbuch selten, aber das Buch bereitet christlichen Exegeten weiterhin erhebliche Probleme, wie die Ausführungen in einem Standardwerk der 1990er Jahre zeigen:

„Gewiß halten Mordechai und Ester auch in gefährlicher Situation vorbildlich am Judentum fest; stellt das Buch aber nicht zu sehr die Überlegenheit des Judentums (6,13) heraus? Warum muß die Rettung vor dem Untergang zum Triumph über die Feinde gesteigert werden? Vergeltung aus eigener Hand ist […] eine theologisch illegitime Hoffnung.“

Erich Zenger verweist darauf, dass das Christentum in der Geschichte oft selbst die Rolle des Haman gespielt habe, deshalb könne die Lektüre des Esterbuchs zur Selbstkritik anleiten. „Andererseits kann das Christentum aus dem Esterbuch lernen, dass der Gott Israels auch als der Verborgene seinem Volk die Treue hält, weil er ein Gott der Rettung ist.“ Beate Ego räumt ein, dass das Esterbuch „von einem engen christlichen Rahmen aus“ trotz seiner literarischen Qualitäten „eher sperrig und verschlossen“ bleibe, jedoch thematisiere das Buch erstmals die Möglichkeit einer Totalvernichtung des Judentums wie auch die Koexistenz verschiedener Völker und kulturell oder religiös begründete, gewaltsame Konflikte zwischen ihnen. Die Aktualität dieser Themen begründe eine intensive Beschäftigung mit dem Esterbuch.

## Ester in Kunst, Literatur, Musik und Film

### Bildende Kunst
Da der Gottesname im hebräischen Esterbuch nicht vorkommt, ist die Esterrolle (Megillat Ester) nicht von Beschränkungen betroffen, die sonst für Illustrationen biblischer Texte im Judentum gelten. Bereits eine um 1300 entstandene Esterrolle (Spertus Museum, Chicago) weist ovale Bildfelder mit Szenen der Geschichte auf. Einige Esterrollen des 16. bis 18. Jahrhunderts bieten Illustrationen oberhalb und unterhalb des Textes, mit dem sie durch florale Motive verbunden sind.
Mehrere Künstler der italienischen Renaissance malten die Königin Ester; ein Beispiel ist Filippino Lippi: In einer eindrucksvollen Palastarchitektur stellt sich eine Reihe junger Frauen dem thronenden König Ahasveros vor, der die kniende Ester erwählt (um 1480, Musée Condé, Chantilly).
Zudem war der Themenkreis um Ester und König Xerxes in der Bildwirkerei des 16. Jahrhunderts sehr beliebt. Ein Beispiel für eine solche Darstellung ist der Estherteppich aus Pommern, der um 1560 anlässlich einer bürgerlichen Hochzeit entstand.
Im späten 16. Jahrhundert war es oft die Pracht der Festbankette, die eine interessante Aufgabe bei der Darstellung der Ester-Geschichte stellte. Jacopo Tintoretto zeigt, wie Ester einen Schwächeanfall erleidet, als sie ihre Bitte vor dem König vortragen will. Erbleichend sinkt sie, von Dienerinnen gehalten, zu Boden, während der König von seinem Thron aufgesprungen ist und sich Ester freundlich zuwendet (1547/48, Royal Collection, Windsor Castle).
Dagegen bevorzugen die niederländischen Maler des 17. Jahrhunderts private, schwach beleuchtete Szenen. Von Rembrandt existieren zahlreiche Zeichnungen, Radierungen und Gemälde zur Ester-Geschichte; wie man annimmt, erstellte er diese Bilder auch für jüdische Auftraggeber. Die Provenienz des Gemäldes „Ester und Ahasveros“ im Puschkin-Museum (etwa 1660) ist vergleichsweise gut bezeugt, da ein Gedicht von Jan Vos das Werk „Haman bei Ester und Ahasveros, gemalt durch Rembrandt“ 1662 in der Sammlung des Jan Jacobsz. Hinloopen erwähnt. Die drei Personen haben auf Kissen sitzend an einem Tisch Platz genommen. Man sieht Ester rechts im Profil, überaus reich gekleidet, was Rembrandt Gelegenheit gibt, Texturen und Lichtreflexe darzustellen. König Ahasveros, mit großem Turban, Krone und Zepter, sitzt in der Bildmitte und hat den Blick auf den links sitzenden Haman gerichtet, der von dem königlichen Paar durch einen im Hintergrund sichtbaren Vorhang getrennt ist. Das Licht fällt von oben links ein, so dass Haman im Schatten sitzt. In der Rembrandt-Werkstatt scheint dieses Werk des Meisters Modell für Kopien und Variationen gewesen zu sein.

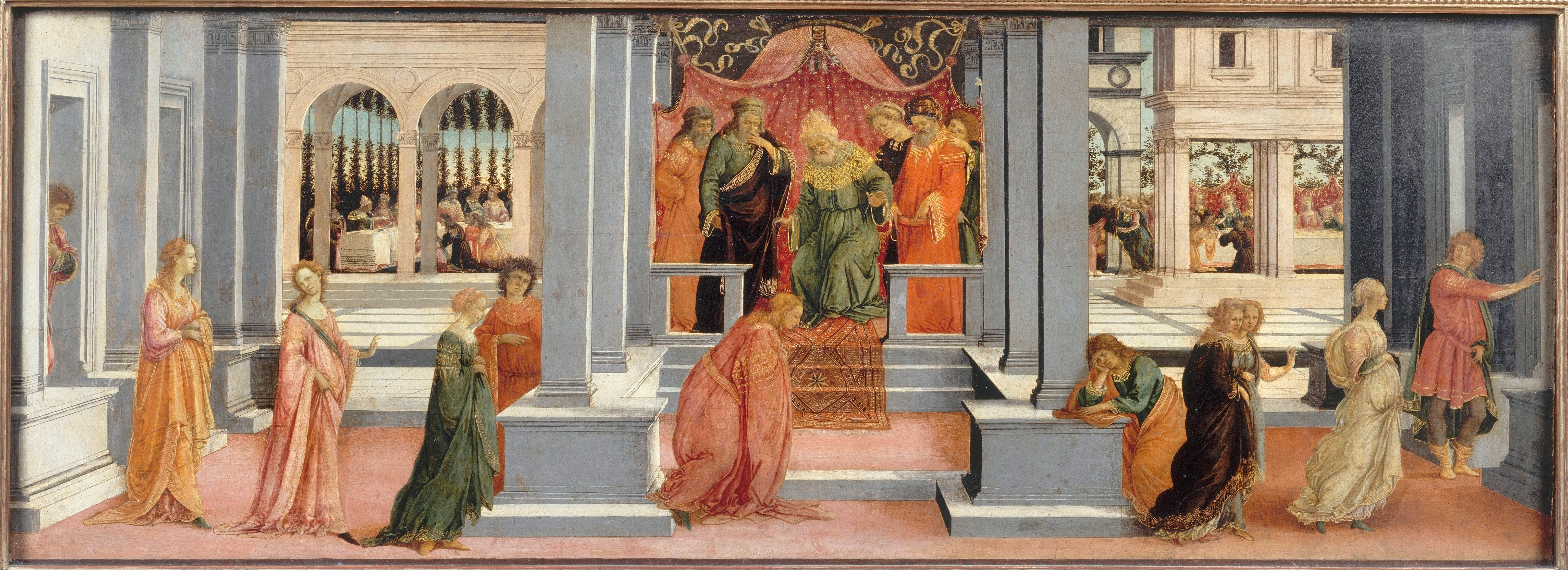
Filippino Lippi, um 1480
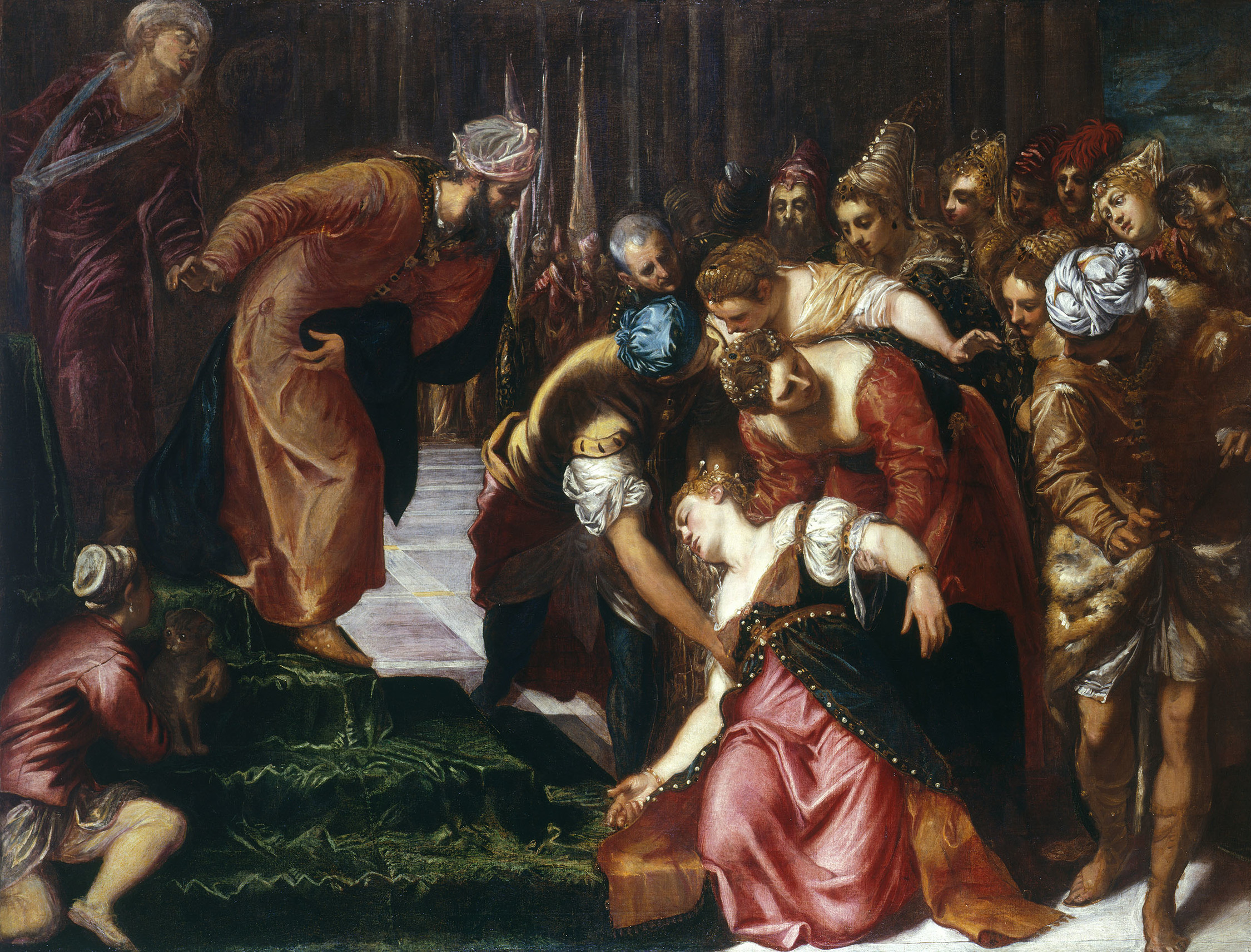
Jacopo Tintoretto, 1547/48
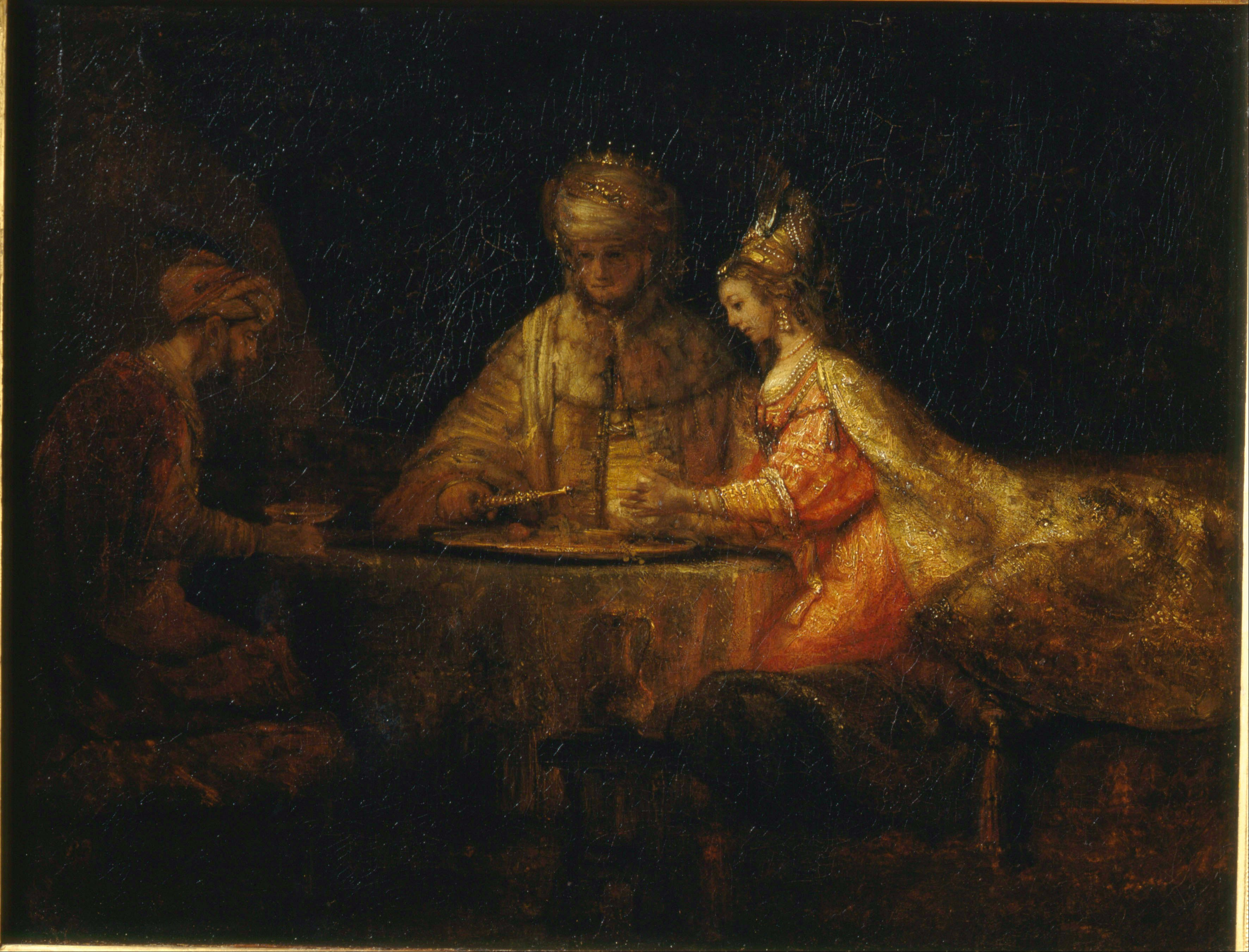
Rembrandt, um 1660
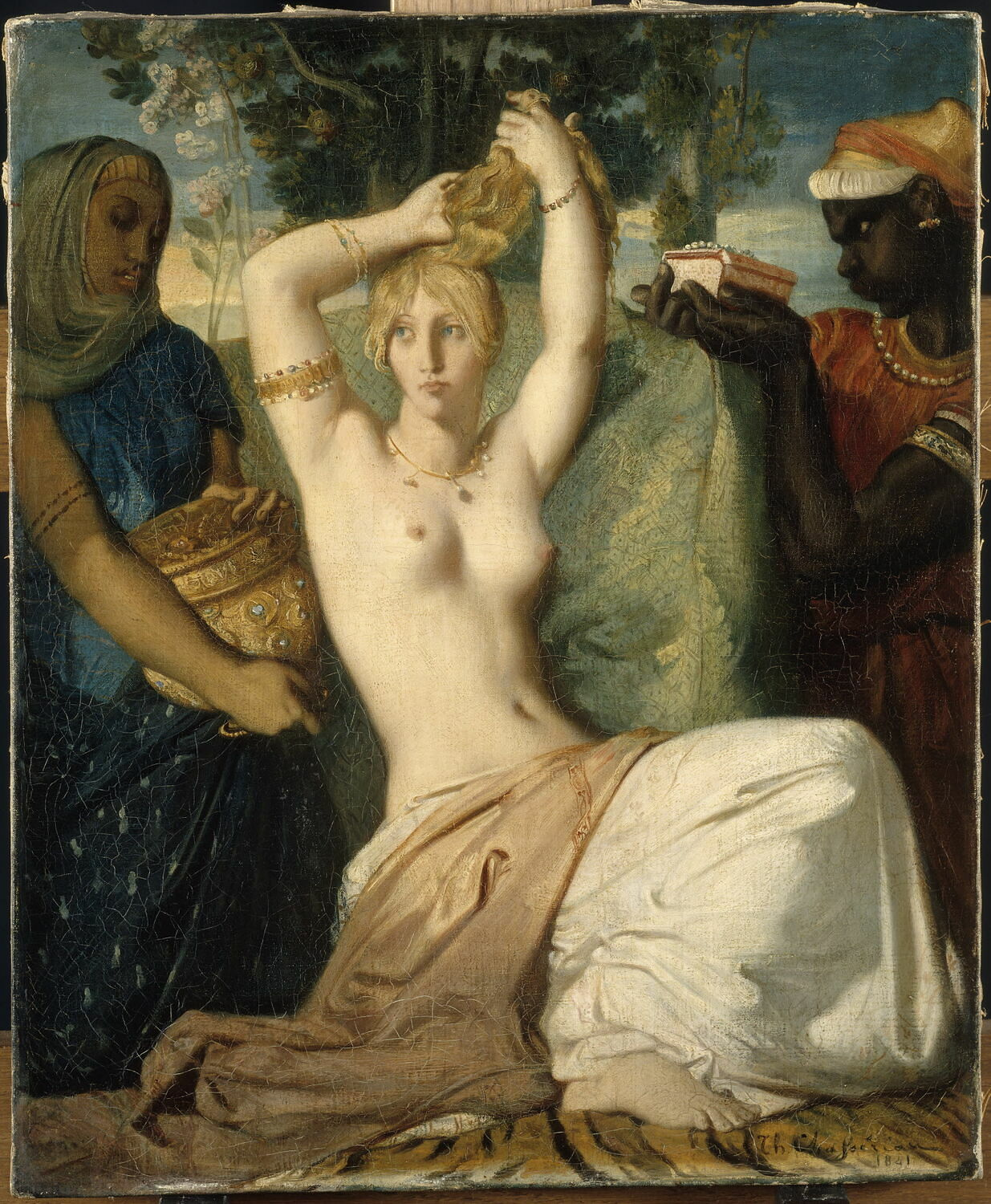
Théodore Chassériau, 1841
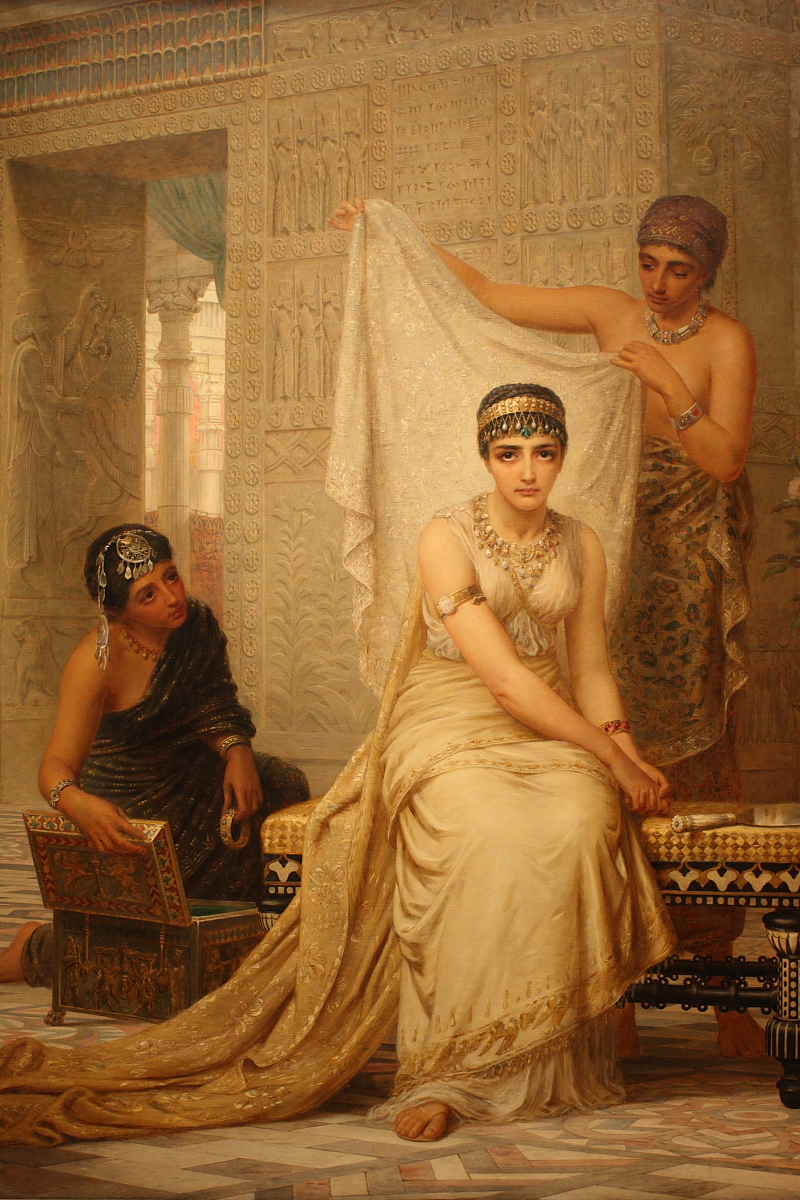
Edwin Long, 1878

Im 19. Jahrhundert reizt der Ester-Stoff zur Darstellung orientalistischer Interieurs und Haremsszenen. Théodore Chassériau stellte Ester nach dem Vorbild der Venus mit entblößtem Oberkörper dar. Die Arme sind erhoben, da Ester gerade ihre Haare aufsteckt. Eine orientalische Dienerin und ein afrikanischer Sklave assistieren der blonden, europäisch wirkenden Schönheit (1841, Louvre). Edwin Long platziert eine hellhäutige Ester in einem persischen Palast, wie er durch archäologische Grabungen bekannt geworden war, und umgibt sie mit dunkelhäutigen Dienerinnen (1878, National Gallery of Victoria, Melbourne).

### Musik
Vertonungen der Ester-Geschichte haben eine lange Tradition. In jüdischen Gemeinden zogen Musikanten mit Ester-Geschichten und Liedern von Haushalt zu Haushalt. Die Rabbinen, die dem Theater ablehnend gegenüberstanden, gestatteten diese Form der Unterhaltung. Sie wird als Keimzelle des Purimspiels betrachtet. Die Kantillation der Esterrolle im Gottesdienst von Purim hat einige Besonderheiten, durch die musikalisch an die Klagelieder und damit an die Situation des Exils angespielt wird.
Der Ester-Stoff wurde vor allem in Italien und England im 17. und 18. Jahrhundert in Oratorien aufgeführt, unter denen Georg Friedrich Händels Esther (1714) am bekanntesten ist. Die Königin wird hier als leidensbereit und damit Christus ähnlich dargestellt. Ihre Tugendhaftigkeit führt sie ans Ziel:
Virtue, truth and innocence

Shall ever be her sure defence

[…]

She is Heaven’s peculiar care

Propitious Heaven will hear her prayer.
Der venezianische Rabbiner Jacob Raphael Saraval (1707–1782) übersetzte das Libretto in der Version von 1732 ins Hebräische.
Daniel Klaebe und Markus Heusser komponierten 2013 das Musical Esther – die Königin.
Ester in Oratorien und Opern (Auswahl):
- Esther (Die liebreiche, durch Tugend und Schönheit erhöhte Esther). Oper von Nicolaus Adam Strungk, Hamburg 1680
- Esther. Erstes englisches Oratorium von Georg Friedrich Händel, 1714.
- Esther. Oratorium in hebräischer Sprache von Christian Joseph Lidarti, 1774.
- La regina Ester. Oratorium von Giacomo Giuseppe Saratelli, 18. Jh.
- Ester, ossia la liberatrice del popolo giudaico. Oratorium von Carl Ditters von Dittersdorf, Wien 1773.
- Esther. Oper von Jan Meyerowitz, Tanglewood 1960.
- The Book of Esther. Oratorium von Mario Castelnuovo-Tedesco, 1962.
- Esther. Oper von Robert Hanell, Berlin 1966.
- Esther. Oper von Hugo Weisgall, New York 1993.

### Film
Ester ist ein in der Filmgeschichte beliebter Stoff. In der Frühzeit des Films bot er die Möglichkeit, Harems- oder Kampfszenen zu zeigen, ohne dass dies vom Zensor beanstandet wurde. In der Ära des Stummfilms entstanden folgende Produktionen: Esther (Regie: Louis Feuillade, 1910), Esther: A Biblical Episode (Regie: Theo Frenkel, 1911), Esther (Regie: Henri Andréani, 1913), Esther (Regie: Maurice Elvey, 1916) und Das Buch Esther (Regie: Uwe Jens Krafft / Ernst Reicher, 1919).
Im Gegensatz zu diesen Bibelfilmen modernisiert Esther of the People (Frank Thorne, 1916) die Handlung, die in der Hutfabrik eines James King spielt und vom Konflikt zwischen den Vorarbeitern Hammond und Morden handelt. Esther, Mordens Nichte, rettet die Belegschaft der Fabrik und heiratet King.
Nach dem Zweiten Weltkrieg entstanden folgende Ester-Verfilmungen (in chronologischer Folge):
- Queen Esther. Regie: John T. Coyle, 1948.
- Das Schwert von Persien (Esther and the King). Regie: Raoul Walsh, 1960. Mit Joan Collins als Ester.
- Esther. Regie: Amos Gitai, 1986.
- Die Bibel – Esther. Regie: Raffaele Mertes, 1999. Mit Louise Lombard als Ester, Thomas Kretschmann als Xerxes.
- VeggieTales’ Esther: The Girl who Became Queen. Regie: Mike Nawrocki, 2000.
- Eine Nacht mit dem König. Regie: Michael Sajbel, 2006. Mit Tiffany Dupont als Ester, Luke Goss als Xerxes.

Der Film des israelischen Regisseurs Amos Gitai ist die kreativste moderne filmische Interpretation des biblischen Stoffs. Gedreht wurde in den Ruinen des arabischen Viertels von Haifa. Der aktuelle israelisch-palästinensische Konflikt wird zum biblischen Esterbuch in Beziehung gesetzt.

### Textausgaben
Hebräisch
- Biblia Hebraica Stuttgartensia. Deutsche Bibelgesellschaft, 5. Auflage Stuttgart 1997, ISBN 3-438-05219-9.
- Esther אסתר, bearbeitet von Magne Sæbø. In: Megilloth Hrsg. von Adrian Schenker et al. (= Biblia Hebraica Quinta. Faszikel 18). Deutsche Bibelgesellschaft, Stuttgart 2004. ISBN 978-3-438-05278-0.
- The Jerusalem Bible Edition of The Koren Tanakh. Hebräisch / Englisch. Koren Publishers, 3. Auflage Jerusalem 2015. ISBN 978-965-301-723-8. (Standardausgabe der Hebräischen Bibel in Israel, englische Übersetzung (von Harold Fisch) genehmigt durch die Rabbiner Moshe Feinstein und Joseph B. Soloveitchik.)

Griechisch
- Alfred Rahlfs, Robert Hanhart: Septuaginta: Id Est Vetus Testamentum Graece Iuxta LXX Interpretes. Deutsche Bibelgesellschaft, Stuttgart 2006. ISBN 978-3-438-05119-6.
- Robert Hanhart: Esther. (= Septuaginta: Vetus Testamentum Graecum. Band 8/3). 2. durchgesehene Auflage. Vandenhoeck & Ruprecht, Göttingen 1983, ISBN 3-525-53402-7.
- Wolfgang Kraus, Martin Karrer (Hrsg.): Septuaginta Deutsch. Das griechische Alte Testament in deutscher Übersetzung. Deutsche Bibelgesellschaft, Stuttgart 2009. ISBN 978-3-438-05122-6. (Wissenschaftliche Übersetzung des Esterbuchs durch Kristin De Troyer und Marie-Theres Wacker. Die beiden griechischen Versionen, der A-Text und die Septuaginta, sind parallel gedruckt.)
- Darüber hinaus bieten die Gute Nachricht Bibel und die Bibel in gerechter Sprache neben der Übersetzung des hebräischen Esterbuchs auch die Übersetzung der vollständigen Septuaginta-Version.

### Überblicksdarstellungen
- Hanna Liss: Das Buch Ester. In: Tanach. Lehrbuch der jüdischen Bibel (= Schriften der Hochschule für Jüdische Studien. Band 8). Universitätsverlag C. Winter, 4., völlig neu überarbeitete Auflage Heidelberg 2019, ISBN 978-3-8253-6850-0, S. 453–455.
- Shaul Shaked: Art. Esther, Book of. In: Encyclopaedia Iranica, Band 8/6. Routledge, London / New York 1998, S. 655–657. (Online)
- Johannes van der Klaauw, Jürgen Lebram: Esther (Buch). In: Theologische Realenzyklopädie (TRE). Band 10, de Gruyter, Berlin / New York 1982, ISBN 3-11-008575-5, S. 391–395. (abgerufen über De Gruyter Online)
- Markus Witte: Das Esterbuch. In: Jan Christian Gertz (Hrsg.): Grundinformation Altes Testament. 6., überarbeitete und erweiterte Auflage. Vandenhoeck & Ruprecht, Göttingen 2019, ISBN 978-3-8252-5086-7, S. 481–493.
- Erich Zenger: Das Buch Ester. In: Einleitung in das Alte Testament (= Kohlhammer Studienbücher Theologie. Band 1,1). Kohlhammer, 9. aktualisierte Auflage, hrsg. von Christian Frevel, Stuttgart 2016, S. 378–388. ISBN 978-3-17-030351-5.

### Forschungsberichte
- Harald Martin Wahl: Esther-Forschung. In: Theologische Rundschau 66 (2001), S. 103–130.
- Leonard Greenspoon, Sidnie White Crawford: The Book of Esther in Modern Research. T & T Clark International, London / New York 2003. ISBN 0-8264-6663-X.

### Kommentare
- Dagmar Börner-Klein: Jalkut Schimoni zu Ester. Übersetzt von Beat Zuber. De Gruyter, Berlin/Boston 2019, ISBN 978-3-11-065104-1.
- Beate Ego: Ester (= Biblischer Kommentar Altes Testament, Neubearbeitung. Band 21). Vandenhoeck & Ruprecht, Göttingen 2017. ISBN 978-3-7887-2966-0.
- Jean-Daniel Macchi: Esther (= International Exegetical Commentary on the Old Testament). Kohlhammer, Stuttgart 2018. ISBN 978-3-17-020753-0.
- Harald Martin Wahl: Das Buch Esther. Walter de Gruyter, Berlin / New York 2009. ISBN 978-3-11-020504-6.

### Einzelthemen
- Simon Bellmann: Politische Theologie im frühen Judentum. Eine Analyse der fünf Versionen des Estherbuches. BZAW 525, De Gruyter, Berlin 2020, ISBN 978-3-11-067446-0.
- Adele Berlin: The Book of Esther and Ancient Storytelling. In: Journal of Biblical Literature 120 (2001), S. 3–14. (PDF)
- Jo Carruthers: Esther Through the Centuries (= Blackwell Bible Commentaries). Blackwell Publishing, Malden u. a. 2008. ISBN 978-1-4051-3213-8.
- Kristin De Troyer: Die Septuaginta und die Endgestalt des Alten Testaments. Untersuchungen zur Entstehungsgeschichte alttestamentlicher Texte. Vandenhoeck & Ruprecht, Göttingen 2005, hier S. 26–48 und S. 84–120. ISBN 978-3-8252-2599-5. (Digitalisat)
- Arndt Meinhold: Zu Aufbau und Mitte des Estherbuches. In: Vetus Testamentum 33/4 (1983), S. 435–445.
- Marie-Theres Wacker: Innensichten und Außensichten des Judentums im septuagintagriechischen Estherbuch (EstLXX). In: Friedrich V. Reiterer, Renate Egger-Wenzel, Thomas R. Elßner: Gesellschaft und Religion in der spätbiblischen und deuterokanonischen Literatur. Walter de Gruyter, Berlin/Boston 2014, ISBN 978-3-11-031605-6, S. 55–92. (PDF)
- Marie-Theres Wacker: "Three faces of a story". Septuagintagriechisches und pseudolukianisches Estherbuch als Refigurationen der Esther-Erzählung. In: Wolfgang Kraus, Oliver Munnich (Hrsg.): La Septante en Allemagne et en France: Textes de la Septante à traduction double ou à traduction très littérale (= Orbis Biblicus et Orientalis. Band 238). Academic Press Fribourg / Vandenhoeck & Ruprecht Göttingen 2009, S. 64–89. ISBN 978-3-7278-1651-2. (PDF)
- Harald Martin Wahl: „Jahwe, wo bist du?“ Gott, Glaube und Gemeinde in Esther. In: Journal for the Study of Judaism in the Persian, Hellenistic, and Roman Period 31/1 (2000), S. 1–22.
- Benjamin Ziemer: Masoretischer Text und Septuaginta im Estherbuch. In: Ders.: Kritik des Wachstumsmodells: die Grenzen alttestamentlicher Redaktionsgeschichte im Lichte empirischer Evidenz (= Vetus Testamentum, Supplements. Band 182). Brill, Leiden 2020, S. 423–445. ISBN 978-90-04-41061-9.
- József Zsengellér: Addition or Edition? Deconstructing the Concept of Additions. In: Géza G. Xeravits, József Zsengellér (Hrsg.): Deuterocanonical Editions of the Old Testament Books. Walter de Gruyter, Berlin 2010, S. 1–15. ISBN 3-11-024052-1.

## Einzelbelege
1. ↑  Der Name lautet nach den Loccumer Richtlinien zur ökumenischen Schreibung biblischer Eigennamen Ester.
2. ↑  Revidierte Einheitsübersetzung (2016), Vorwort zum Buch Ester. Aus diesem Grund wird in Folgenden auf die Textfassung der Zürcher Bibel als einer modernen Übersetzung des hebräischen Textes verlinkt.
3. ↑  Aaron Koller: Esther in Ancient Jewish Thought. Cambridge University Press, New York 2014, S. 153–155.
4. ↑  Vgl. Hanna Liss: Das Buch Ester, Heidelberg 2019, S. 453: „Das Buch stellt eine kunstvolle und geradezu märchenhaft ausgestaltete Novelle dar.“
5. ↑  Aufgrund ihres eklektischen Charakters trägt die Einheitsübersetzung den Namen des Königs in der Septuaginta-Version, Artaxerxes, auch dort ein, wo sie hebräischen Text übersetzt.
6. ↑  Harald Martin Wahl: Das Buch Esther, Berlin / New York 2009, S. 81f.
7. ↑  Harald Martin Wahl: Das Buch Esther, Berlin / New York 2009, S. 92.
8. ↑  Das Aufhängen am Holz bzw. Pfählen war die im Perserreich übliche Todesstrafe, vgl. Art. תלה, in: Gesenius, 18. Aufl. 2013, S. 1440. Die Formulierung kommt auch außerhalb des Esterbuchs mehrmals im Tanach vor, vgl. vor allem Dtn 21,22–23 ZB. Es ist wohl als Leichenschändung eines bereits hingerichteten Verbrechers zu verstehen, vgl. Harald Martin Wahl: Das Buch Esther, Berlin / New York 2009, S. 155.
9. ↑  Harald Martin Wahl: Das Buch Esther, Berlin / New York 2009, S. 149–153.
10. ↑  Harald Martin Wahl: Das Buch Esther, Berlin / New York 2009, S. 166–168.
11. ↑  Arndt Meinhold: Zu Aufbau und Mitte des Estherbuches, 1983, S. 435–437. Erich Zenger: Das Buch Ester, Stuttgart 2016, S. 382. Jon B. Levenson und andere zählen dagegen zehn Bankette, bzw. fünf Bankettpaare, was aber an Meinholds und Zengers These, dass das erste und das letzte Paar einen Gegensatz bilden, nichts ändert. Vgl. Jon D. Levenson: Esther. A Commentary. Westminster John Knox Press, Louisville / London 1997, S. 5f.
12. ↑  Jon D. Levenson: Esther. A Commentary. Westminster John Knox Press, Louisville / London 1997, S. 7–9.
13. ↑  Harald Martin Wahl: Das Buch Esther, Berlin / New York 2009, S. 16f. Erich Zenger: Das Buch Ester, Stuttgart 2016, S. 384.
14. ↑  Beate Ego: Ester, Göttingen 2017, S. 11–14.
15. ↑  Harald Martin Wahl: Das Buch Esther, Berlin / New York 2009, S. 27.
16. ↑  Beate Ego: Ester, Göttingen 2017, S. 10f.
17. ↑  Carey A. Moore: Archaeology and the Book of Esther. In: The Biblical Archaeologist 38/3 (1975), S. 62–79, hier S. 69f.
18. ↑  Beate Ego: Ester, Göttingen 2017, S. 15f. Vgl. Ran Zadok: Notes on Esther. In: Zeitschrift für die Alttestamentliche Wissenschaft 98/1 (1986), S. 105–110: Weder die masoretische Vokalisation des hebräischen Textes, noch die griechischen Versionen sind bei der Ermittlung der iranischen Namen von Belang: The Septuagint to Esther is totally ignorant here (ebd. S. 106)
19. ↑  Harald Martin Wahl: Das Buch Esther, Berlin / New York 2009, S. 18–20.28.
20. ↑  Harald Martin Wahl: Das Buch Esther, Berlin / New York 2009, S. 22.
21. ↑  Harald Martin Wahl: Das Buch Esther, Berlin / New York 2009, S. 24.29.
22. ↑  Shaul Shaked: Art. Esther, Book of, London / New York 1998, S. 655. (Online); Harald Martin Wahl: Das Buch Esther, Berlin / New York 2009, S. 53f.
23. ↑  Markus Witte: Das Esterbuch, Göttingen 2019, S. 484. Erich Zenger: Das Buch Ester, Stuttgart 2016, S. 383f. Vgl. auch Esther Brünenberg-Bußwolder: Ester / Esterbuch. In: Michaela Bauks, Klaus Koenen, Stefan Alkier (Hrsg.): Das wissenschaftliche Bibellexikon im Internet (WiBiLex), Stuttgart, 2006 ff., abgerufen am 2. Oktober 2023.: „Zudem müsste Mordechai … zur der Zeit, in der die Erzählung spielt, schon gut 120 Jahre alt sein. Dies ist unwahrscheinlich und passt schon gar nicht zur jugendlichen Ester, die als Cousine ja ungefähr gleich alt sein müsste.“
24. ↑  Herodot: Historien. Zwei Bände. Griechisch–deutsch. Herausgegeben von Josef Feix (Sammlung Tusculum). 7. Auflage. Akademie-Verlag, Berlin 2011, S. 442–445 (Buch III, Abschnitte 84 und 88).
25. 1 2  Erich Zenger: Das Buch Ester, Stuttgart 2016, S. 383.
26. ↑  Harald Martin Wahl: Das Buch Esther, Berlin / New York 2009, S. 25, mit Verweis auf Herodot: Historien, Buch III, Abschnitte 84 und 88 und Buch VII, Abschnitt 61.
27. ↑  Richard Stoneman: Xerxes: A Persian Life. Yale University Press, New Haven/London 2015, S. 182.
28. ↑  Richard Stoneman: Xerxes: A Persian Life, Yale University Press, New Haven/London 2015, S. 193: “Perhaps the best that Esther’s supporters can hope for is that her original was one of the 360 anonymous bedfellows, raised to heights of influence by an enthusiastic Jewish author. But probably there is even less historical basis to Esther than that.”
29. ↑  Herodot: Historien. Zwei Bände. Griechisch–deutsch. Herausgegeben von Josef Feix (Sammlung Tusculum). 7. Auflage. Akademie-Verlag, Berlin 2011, S. 1260–1265 (Buch IX, Abschnitte 108–113).
30. ↑  Elias Bickermann: Four Strange Books of the Bible. Jonah, Daniel, Kohelet, Ester. Schocken, New York 1967, hier referiert nach: Dagmar Börner-Klein: Jalkut Schimoni zu Ester, Berlin/Boston 2019, S. 4 (Einleitung).
31. ↑  Herodot: Historien. Zwei Bände. Griechisch–deutsch. Herausgegeben von Josef Feix (Sammlung Tusculum). 7. Auflage. Akademie-Verlag, Berlin 2011, S. 12–17 (Buch I, Abschnitte 8–13). Vgl. Dagmar Börner-Klein: Jalkut Schimoni zu Ester, Berlin/Boston 2019, S. 7f. (Einleitung).
32. ↑  Xenophon: Hellenika 2,1,8–9.
33. ↑  Cicero: Pro lege Manilia 3,7.
34. ↑  Harald Martin Wahl: Das Buch Esther, Berlin / New York 2009, S. 94.
35. ↑  Markus Witte: Das Esterbuch, Göttingen 2019, S. 485.
36. ↑  Erich Zenger: Das Buch Ester, Stuttgart 2016, S. 384.
37. ↑  Markus Witte: Das Esterbuch, Göttingen 2019, S. 485f.
38. ↑  Beate Ego: Ester, Göttingen 2017, S. 65.
39. ↑  Kristin De Troyer: Die Septuaginta und die Endgestalt des Alten Testaments. Untersuchungen zur Entstehungsgeschichte alttestamentlicher Texte, Göttingen 2005, S. 41.
40. 1 2  Markus Witte: Das Esterbuch, Göttingen 2019, S. 486.
41. ↑  Harald Martin Wahl: „Jahwe, wo bist du?“ Gott, Glaube und Gemeinde in Esther, 2000, S. 7.
42. ↑  Beate Ego: Ester, Göttingen 2017, S. 231–233.
43. ↑  Erich Zenger: Das Buch Ester, Stuttgart 2016, S. 386f.
44. ↑  Beate Ego: Ester, Göttingen 2017, S. 24–30. Erich Zenger: Das Buch Ester, Stuttgart 2016, S. 384f. Hanna Liss: Das Buch Ester, Heidelberg 2019, S. 454.
45. ↑  Minuskeln 19, 93, 108 und 319; Minuskel 392 bietet einen Mischtext. Zur Datierung vgl. Beate Ego: Ester, Göttingen 2017, S. 6.
46. ↑  Der Alpha-Text wird auch als A-Text oder (in der älteren Forschung) als Lukianischer Text bezeichnet.
47. ↑  Simon Bellmann: The Theological Character of the Old Latin Version of Esther. In: Journal for the Study of the Pseudepigrapha. Band 27, Nr. 1. Sage Publications, September 2017, ISSN 0951-8207, S. 4–5, doi:10.1177/0951820717735714 (englisch).
48. ↑  Beate Ego: Ester, Göttingen 2017, S. 8f. Kristin De Troyer: Die Septuaginta und die Endgestalt des Alten Testaments. Untersuchungen zur Entstehungsgeschichte alttestamentlicher Texte, Göttingen 2005, S. 87f.120.
49. ↑  Marie-Theres Wacker: "Three faces of a story". Septuagintagriechisches und pseudolukianisches Estherbuch als Refigurationen der Esther-Erzählung, Fribourg / Göttingen 2009, S. 73.
50. ↑  Marie-Theres Wacker: "Three faces of a story". Septuagintagriechisches und pseudolukianisches Estherbuch als Refigurationen der Esther-Erzählung, Fribourg / Göttingen 2009, S. 66.
51. ↑  Vgl. Markus Witte: Das Esterbuch, Göttingen 2019, S. 489.
52. ↑  Markus Witte: Das Esterbuch, Göttingen 2019, S. 492f, Zitat S. 492.
53. ↑  Benjamin Ziemer: Kritik des Wachstumsmodells: die Grenzen alttestamentlicher Redaktionsgeschichte im Lichte empirischer Evidenz, Leiden 2020, S. 442.
54. 1 2 3  Marie-Theres Wacker: "Three faces of a story". Septuagintagriechisches und pseudolukianisches Estherbuch als Refigurationen der Esther-Erzählung Fribourg / Göttingen 2009, S. 69.
55. ↑  Septuaginta Deutsch, Stuttgart 2009, S. 597.
56. ↑  Septuaginta Deutsch, Stuttgart 2009, S. 598.
57. ↑  Septuaginta Deutsch, Stuttgart 2009, S. 605.
58. ↑  Septuaginta Deutsch, Stuttgart 2009, S. 600.
59. ↑  Septuaginta Deutsch, Stuttgart 2009, S. 604.
60. ↑  Septuaginta Deutsch, Stuttgart 2009, S. 601f.
61. ↑  Septuaginta Deutsch, Stuttgart 2009, S. 602.
62. ↑  Septuaginta Deutsch, Stuttgart 2009, S. 606.
63. ↑  Harald Martin Wahl: „Jahwe, wo bist du?“ Gott, Glaube und Gemeinde in Esther, 2000, S. 4.
64. ↑  Marie-Theres Wacker: "Three faces of a story". Septuagintagriechisches und pseudolukianisches Estherbuch als Refigurationen der Esther-Erzählung Fribourg / Göttingen 2009, S. 69f.
65. ↑  Der Alpha-Text nennt den König von der Septuaginta abweichend Assveros, was eine korrekte Wiedergabe von hebräisch אֲחַשְׁוֵרוֹשׁ ’ǎḥašwerôš darstellt. Vgl. Septuaginta Deutsch, Stuttgart 2009, S. 594.
66. ↑  Marie-Theres Wacker: "Three faces of a story". Septuagintagriechisches und pseudolukianisches Estherbuch als Refigurationen der Esther-Erzählung Fribourg / Göttingen 2009, S. 70f.
67. ↑  Übersetzung: Lazarus Goldschmidt. (Online)
68. ↑  Hanna Liss: Tanach. Lehrbuch der jüdischen Bibel, Heidelberg 2019, S. 5.
69. ↑  Julius Steinberg, Timothy J. Stone: The Historical Formation of the Writings in Antiquity. In: Dies., The Shape of the Writings, Winona Lake 2015, S. 1–58, hier S. 41 f.
70. ↑  Julius Steinberg, Timothy J. Stone: The Historical Formation of the Writings in Antiquity. In: Dies., The Shape of the Writings, Winona Lake 2015, S. 1–58, hier S. 44 f.
71. ↑  Stephen Dempster: A Wandering Moabite: Ruth — A Book in Search of a Canonical Home. In: Julius Steinberg, Timothy J. Stone (Hrsg.): The Shape of the Writings. Eisenbrauns, Winona Lake 2015, S. 87–118, hier S. 95.
72. ↑  Peter Brandt: Final Forms of the Writings: The Jewish and Christian Traditions. In: Julius Steinberg, Timothy J. Stone (Hrsg.): The Shape of the Writings. Eisenbrauns, Winona Lake 2015, S. 59–86, hier S. 69.
73. ↑  Peter Brandt: Final Forms of the Writings: The Jewish and Christian Traditions. In: Julius Steinberg, Timothy J. Stone (Hrsg.): The Shape of the Writings. Eisenbrauns, Winona Lake 2015, S. 59–86, hier S. 74.
74. ↑  Peter Brandt: Final Forms of the Writings: The Jewish and Christian Traditions. In: Julius Steinberg, Timothy J. Stone (Hrsg.): The Shape of the Writings. Eisenbrauns, Winona Lake 2015, S. 59–86, hier S. 63–67.
75. ↑  Peter Brandt: Final Forms of the Writings: The Jewish and Christian Traditions. In: Julius Steinberg, Timothy J. Stone (Hrsg.): The Shape of the Writings. Eisenbrauns, Winona Lake 2015, S. 59–86, hier S. 76 f.
76. ↑  Daniel Stökl-Ben Esra: Qumran: Die Texte vom Toten Meer und das antike Judentum, Mohr Siebeck, Tübingen 2016, S. 180.
77. ↑  Hier referiert nach: Michael G. Wechsler: Art. Esther (Book and Person) IIA. Second Temple and Hellenistic Judaism. In: Encyclopedia of the Bible and Its Reception, Band 8. Walter de Gruyter, Berlin / Boston 2014, Sp. 13–19, hier Sp. 15f.
78. ↑  Michael G. Wechsler: Art. Esther (Book and Person) IIA. Second Temple and Hellenistic Judaism. In: Encyclopedia of the Bible and Its Reception, Band 8. Walter de Gruyter, Berlin / Boston 2014, Sp. 13–19, hier Sp. 18. Vgl. Michael G. Wechsler: Two Para-Biblical Novellae from Qumran Cave 4: A Reevaluation of 4Q550. In: Dead Sea Discoveries 7/2 (2000), S. 130–172.
79. ↑  Kristin De Troyer: Die Septuaginta und die Endgestalt des Alten Testaments. Untersuchungen zur Entstehungsgeschichte alttestamentlicher Texte, Göttingen 2005, S. 92.
80. ↑  Michael G. Wechsler: Art. Esther (Book and Person) IIA. Second Temple and Hellenistic Judaism. In: Encyclopedia of the Bible and Its Reception, Band 8. Walter de Gruyter, Berlin / Boston 2014, Sp. 13–19, hier Sp. 16f.
81. ↑  Louis H. Feldman: Hellenizations in Josephus’ Version of Esther. In: Transactions and Proceedings of the American Philological Association 101 (1970), S. 143–170, hier S. 162f.
82. ↑  Günter Stemberger: Judaica Minora, Teil 1: Biblische Traditionen im rabbinischen Judentum. Mohr Siebeck, Tübingen 2010, S. 238.
83. ↑  Börner-Klein 2019, S. 1.
84. ↑  Eliezer Segal: Art. Esther (Book and Person) IIB. Rabbinic Judaism. In: Encyclopedia of the Bible and Its Reception, Band 8. Walter de Gruyter, Berlin / Boston 2014, Sp. 19–21.
85. 1 2 3 4  Barry Dov Walfish: Art. Esther (Book and Person) IIC. Medieval Judaism: General. In: Encyclopedia of the Bible and Its Reception, Band 8. Walter de Gruyter, Berlin / Boston 2014, Sp. 21–24.
86. ↑  Yehuda Shurpin: How Could Esther Marry a Non-Jewish King?, Chabad.org.
87. ↑  Irvin Ungar: The Arts: Arthur Szyk and His Books of Esther. In: Hadassah Magazine, Purim 2010: “In the illumination where Haman hangs from the gallows that he had prepared for Mordechai, Szyk painted himself into the work observing the scene, with hamantaschen in hand, while inscribing the Hebrew words: The people of Israel will be liberated from their persecutors.”
88. ↑  Abraham Geiger’s Nachgelassene Schriften. Herausgegeben von Ludwig Geiger. 4. Band. Louis Gerschel, Berlin 1876 (Digitalisat)
89. ↑  Elliott Horowitz: Art. Esther (Book and Person) IIE. Modern Judaism. In: Encyclopedia of the Bible and Its Reception, Band 8. Walter de Gruyter, Berlin / Boston 2014, Sp. 27–30, hier Sp. 28f (abgerufen über De Gruyter Online).
90. ↑  Hier zitiert nach: Felix Schölch: Kritiken über mich. Das Rezensionen-Sammelalbum des Schriftstellers Schalom Ben-Chorin. In: Yearbook for European Jewish Literature Studies 6/1 (2019), S. 267–290, hier S. 280.
91. ↑  Elliott Horowitz: Art. Esther (Book and Person) IIE. Modern Judaism. In: Encyclopedia of the Bible and Its Reception, Band 8. Walter de Gruyter, Berlin / Boston 2014, Sp. 27–30, hier Sp. 28.
92. ↑  Michael A. Meyer: Antwort auf die Moderne: Geschichte der Reformbewegung im Judentum. Böhlau, Wien u. a. 2000, S. 481.
93. ↑  Elliott Horowitz: Art. Esther (Book and Person) IIE. Modern Judaism. In: Encyclopedia of the Bible and Its Reception, Band 8. Walter de Gruyter, Berlin / Boston 2014, Sp. 27–30, hier Sp. 29f. Vgl. Alicia Ostriker: Back to the Garden: Reading the Bible as a Feminist. In: Jeffrey Rubin-Dorsky, Shelley Fisher Fishkin (Hrsg.): People of the Book: Thirty Scholars Reflect on Their Jewish Identity. The University of Wisconsin Press, Madison 1996, S. 64–77, hier S. 67.
94. ↑  Hanna Liss: Das Buch Ester, Heidelberg 2019, S. 455.
95. ↑  Clemens von Alexandria: Stromata 4,119 (Übersetzung: BKV).
96. ↑  Ein Bruchstück aus dem neununddreißigsten Festbriefe des heil. Athanasius (Übersetzung: BKV): „Allein wenigstens der größern Genauigkeit wegen füge ich nothwendiger Weise auch noch dieses meinem Schreiben bei, daß es nämlich ausser diesen auch noch andere Bücher gibt, welche zwar nicht in den Canon aufgenommen, aber von den Vätern für diejenigen zum Lesen vorgeschrieben sind, welche erst eintreten, und in dem Worte der Frömmigkeit unterrichtet werden wollen. Diese sind die Weisheit Salomons, und die Weisheit Sirachs, Esther, Judith, Tobias, die sogenannte Lehre der Apostel, und der Hirt.“
97. ↑  Hieronymus: Biblia Sacra Vulgata, Band 2, hrsg. von Andreas Beriger, Widu-Wolfgang Ehlers, Michael Fieger (= Sammlung Tusculum). Walter de Gruyter, Berlin / Boston 2018, S. 1278. (abgerufen über De Gruyter Online).
98. ↑  Jo Carruthers: Esther Through the Centuries, Malden u. a. 2008, S. 13.
99. 1 2  Elliott Horowitz: Art. Esther (Book and Person) IIA. Patristics and Western Christianity. In: Encyclopedia of the Bible and Its Reception, Band 8. Walter de Gruyter, Berlin / Boston 2014, Sp. 30–34.
100. ↑  Tracy Adams: The Life and Afterlife of Isabeau of Bavaria. The Johns Hopkins University Press, Baltimore 2010, S. 77f. Nicole Hochner: Imagining Esther in Early Modern France. In: The Sixteenth Century Journal 41/3 (2010), S. 757–787, hier S. 763f.
101. ↑  Isaac Kalimi: Martin Luther, die Juden und Esther. Bibelinterpretation im Schatten der Judenfeindschaft. In: Zeitschrift für Religions- und Geistesgeschichte 71/4 (2019), S. 357–394, hier S. 357.
102. ↑  WA. Tr 1,208,29–31. Hier zitiert nach: Erich Zenger: Das Buch Ester, Stuttgart 2016, S. 388.
103. ↑  WA 18,666,24–25. Vgl. Harald Martin Wahl: Das Buch Esther, Berlin / New York 2009, S. 36.
104. ↑  James A. Loader: Das Buch Ester. (= Das Alte Testament Deutsch. Band 16/2 der Neubearbeitung) Vandenhoeck & Ruprecht, Göttingen 1992, S. 203.
105. ↑  Heinrich Ewald: Geschichte des Volkes Israel bis Christus, Erster Band, Göttingen 1843, S. 255.
106. ↑  Elliott Horowitz: Art. Esther (Book and Person) IIA. Patristics and Western Christianity. In: Encyclopedia of the Bible and Its Reception, Band 8. Walter de Gruyter, Berlin / Boston 2014, Sp. 30–34. (abgerufen über De Gruyter Online)
107. ↑  Werner H. Schmidt: Einführung in das Alte Testament (De-Gruyter-Lehrbuch). Walter de Gruyter, 5., erweiterte Auflage Berlin / New York 1995, S. 323.
108. ↑  Erich Zenger: Das Buch Ester, Stuttgart 2016, S. 388.
109. ↑  Beate Ego: Ester, Göttingen 2017, S. 3f.
110. ↑  Ori Z. Soltes: Art. Esther (Book and Person) VI. Visual Arts. In: Encyclopedia of the Bible and Its Reception, Band 8. Walter de Gruyter, Berlin / Boston 2014, Sp. 42–48, hier Sp. 44 und 47.
111. 1 2 3  Ori Z. Soltes: Art. Esther (Book and Person) VI. Visual Arts. In: Encyclopedia of the Bible and Its Reception, Band 8. Walter de Gruyter, Berlin / Boston 2014, Sp. 42–48, hier Sp. 43. (abgerufen über De Gruyter Online)
112. ↑  Dora Heinz: Europäische Wandteppiche I. Von der Anfängen der Bildwirkerei bis zum Ende des 16. Jahrhunderts. Braunschweig 1963, S. 304.
113. ↑   Ernst van de Wetering: A Corpus of Rembrandt Paintings V: The Small-Scale History Paintings. Springer, Dordrecht 2011, S. 635–646, besonders S. 635.
114. ↑  Ori Z. Soltes: Art. Esther (Book and Person) VI. Visual Arts. In: Encyclopedia of the Bible and Its Reception, Band 8. Walter de Gruyter, Berlin / Boston 2014, Sp. 42–48, hier Sp. 42 und 44.
115. ↑  Elliott Horowitz: Art. Esther (Book and Person) IIE. Modern Judaism. In: Encyclopedia of the Bible and Its Reception, Band 8. Walter de Gruyter, Berlin / Boston 2014, Sp. 27–30, hier Sp. 28.
116. ↑  Manfred Caliebe: Hester. Eine poetische Paraphrase des Buches Ester aus dem Ordensland Preußen. Edition und Kommentar. Elwert, Marburg 1985
117. ↑  Hans Sachs: Die Comedi der Königin Hester. In: Adelbert von Keller, Edmund Goetze, Roger A. Crockett (Hrsg.): Werke. Olms, Hildesheim 1964.
118. ↑  Francisco-Javier Ruiz-Ortiz: The Dynamics of Violence and Revenge in the Hebrew Book of Esther. Brill, Leiden / Boston 2017, S. 48f.
119. ↑  Elaine M. Canning: Lope de Vega's Comedias de Tema Religioso: Re-creations and Re-presentations. Tamesis, Woodbridge 2004, S. 20–43, Zitat S. 43.
120. ↑  Deborah W. Rooke: Handel’s Israelite Oratorio Libretti: Sacred Drama and Biblical Exegesis. Oxford University Press, Oxford 2012, S. 7–15.
121. ↑  Arpe, Verner. Knaurs Schauspielführer. Eine Geschichte des Dramas mit 40 Abbildungen. Droemerschen Verlagsanstalt, 1976, S. 186.
122. ↑  Rainer Maria Rilke: Esther.
123. ↑  Esther (Lasker-Schüler)
124. ↑  Jo Carruthers, Helen Leneman: Art. Esther (Book and Person) VII. Music. In: Encyclopedia of the Bible and Its Reception, Band 8. Walter de Gruyter, Berlin / Boston 2014, Sp. 48–50.
125. ↑  Esther – die Königin. In: adonia.de. Abgerufen am 4. Februar 2021.
126. ↑  Rhonda Burnette-Bletsch: Art. Esther (Book and Person) VIII. Film. In: Encyclopedia of the Bible and Its Reception, Band 8. Walter de Gruyter, Berlin / Boston 2014, Sp. 50–54.